# Wirtschaft Nigerias
Nigeria war 2022 mit umgerechnet 441 Milliarden USD vor der Republik Südafrika und Ägypten die größte Volkswirtschaft Afrikas, ist jedoch durch die neoliberale Wirtschaftspolitik des Präsidenten Tinubu, der bei seinem Amtsantritt 2023 die Landeswährung Naira freigab und die Subvention für Benzin strich, auf den vierten Platz zurückgefallen.
Das Pro-Kopf-BIP (KKP) liegt bei 9.148 USD (Stand 2022) und ist damit niedriger als in Südafrika, Ägypten oder Marokko, aber etwas höher als in Ghana oder der Elfenbeinküste.
Das Wirtschaftswachstum ist selbst für westafrikanische Verhältnisse hoch. Das nigerianische Wirtschaftswachstum lag nach 2000 in der Regel zwischen 5 % und 10 %. 2021, während der COVID-19-Pandemie, war dies 3,6 %.
Nach 2015 konnte sich die nigerianische Wirtschaft etwas diversifizieren. Außer Erdöl und Erdgas exportiert Nigeria Düngemittel und Zement/Faserzementplatten, geformte Produkte aus Polypropylen (Kunststoff), Körperpflegeprodukte, Farbe, PKW, MRAP-Panzerfahrzeuge und Malzgetränke. Nigeria ist in Afrika führend als Finanzmarkt, in der Pharmazeutik und in der Unterhaltungsindustrie. Durch sein weit entwickeltes Autobahnsystem, durch sein wachsendes Schienennetz und den neuen Super-Post-Panamax-Containerhafen Lekki ist es auch ein logistischer Knotenpunkt in der Region. Nigerias Stahlproduktion beträgt ein Sechstel der britischen Erzeugung von Stahl. Nach dem Ölgeschäft sind die Überweisungen der Auslandsnigerianer in die Heimat die zweitwichtigste Devisenquelle.
Zu den florierenden Gebieten zählen die Millionenmetropole Lagos (Finanzdienstleistungen, Unterhaltung, Medien, Softwareentwicklung) sowie die Hauptstadt Abuja. Weitere wirtschaftliche Zentren sind die Hafenstadt Port Harcourt (Ölförderung und -verschiffung) und Kano im Norden (Baumaterialien, Handel). Bundesstaat Anambra ist durch mehrere Standorte mit Fahrzeugproduktion in industrieller Hinsicht relativ weit entwickelt. Bundesstaat Ogun, der Lagos völlig umschließt, ist Standort von industriellen Unternehmen zum Beispiel im Pharmabereich, Panzerfahrzeugbau oder Schienenfahrzeugbau. Ogún ist übrigens auch der Name des traditionellen Gottes der Oyo und Yoruba für Metallverarbeitung, ähnlich dem griechischen Hephaistos, siehe Nok-Kultur.
Die Regierung hat große Anstrengungen zur Entwicklung einer marktorientierten Wirtschaft gezeigt; der private Sektor wird ermächtigt, den Lauf der Wirtschaft zu führen. Alle ehemaligen Monopolbereiche wurden komplett dereguliert, um private Investitionen zu ermöglichen. Der Bankensektor wurde überarbeitet und neu aktiviert, um moderne und große Institutionen für dauerhafte langfristige Investitionen zu schaffen. Im Strom- und Energiesektor bleibt die Regierung der Deregulierung von Kraftstoffpreisen und der Privatisierung von vier Ölraffinerien des Landes verpflichtet. Ein nach dem Privatsektor ausgerichtetes Gesetz, The Mineral Oil Industry Bill, wurde verabschiedet, um größere Transparenz zu gewährleisten.

## Geschichtliches

Entwicklung des realen Bruttoinlandsprodukts pro Kopf ab 1950

1956 wurden im Süden des Landes die ersten Erdölvorkommen entdeckt, und seit 1958 wird vom Konzern Shell-BP Erdöl exportiert. Als Nigeria in die Unabhängigkeit entlassen wurde, war der wichtigste Wirtschaftszweig noch die Landwirtschaft. Es stammten noch 80 % der Einkommen des Landes aus dem Agrarsektor. Bis in die 1950er-Jahre hinein waren Erdnüsse das Hauptanbauprodukt, in den 1970er-Jahren war für den Weltmarkt fast nur noch der Kakaoanbau wichtig. Im Gegensatz zu anderen Staaten in Afrika wurden sie nicht großmaßstäblich auf Plantagen erzeugt, sondern von Kleinbauern angebaut.

## Wirtschaftssektoren

### Landwirtschaft

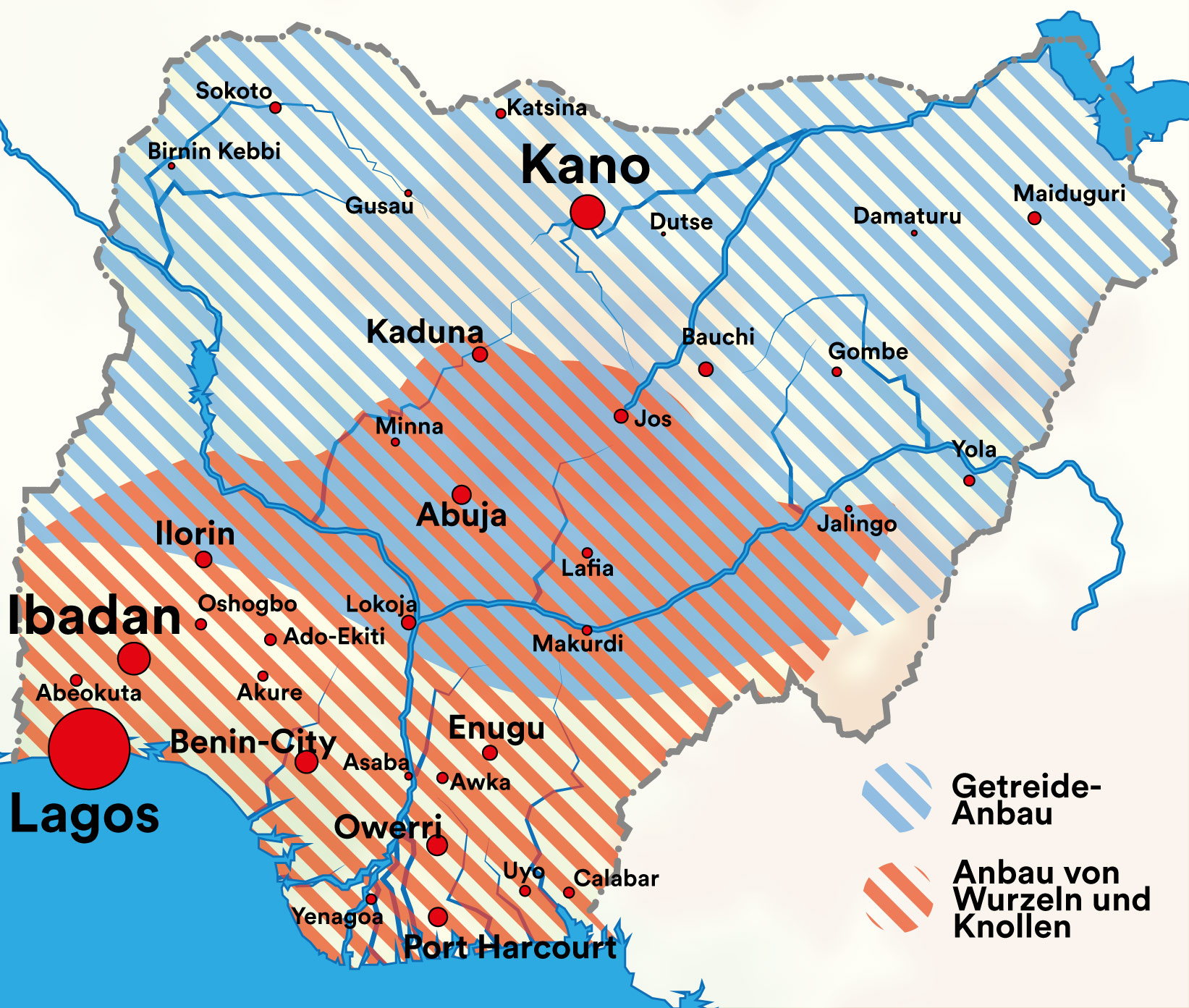
Gegenden mit Anbau von Getreide bzw. Wurzeln und Knollen (hauptsächlich Yams)

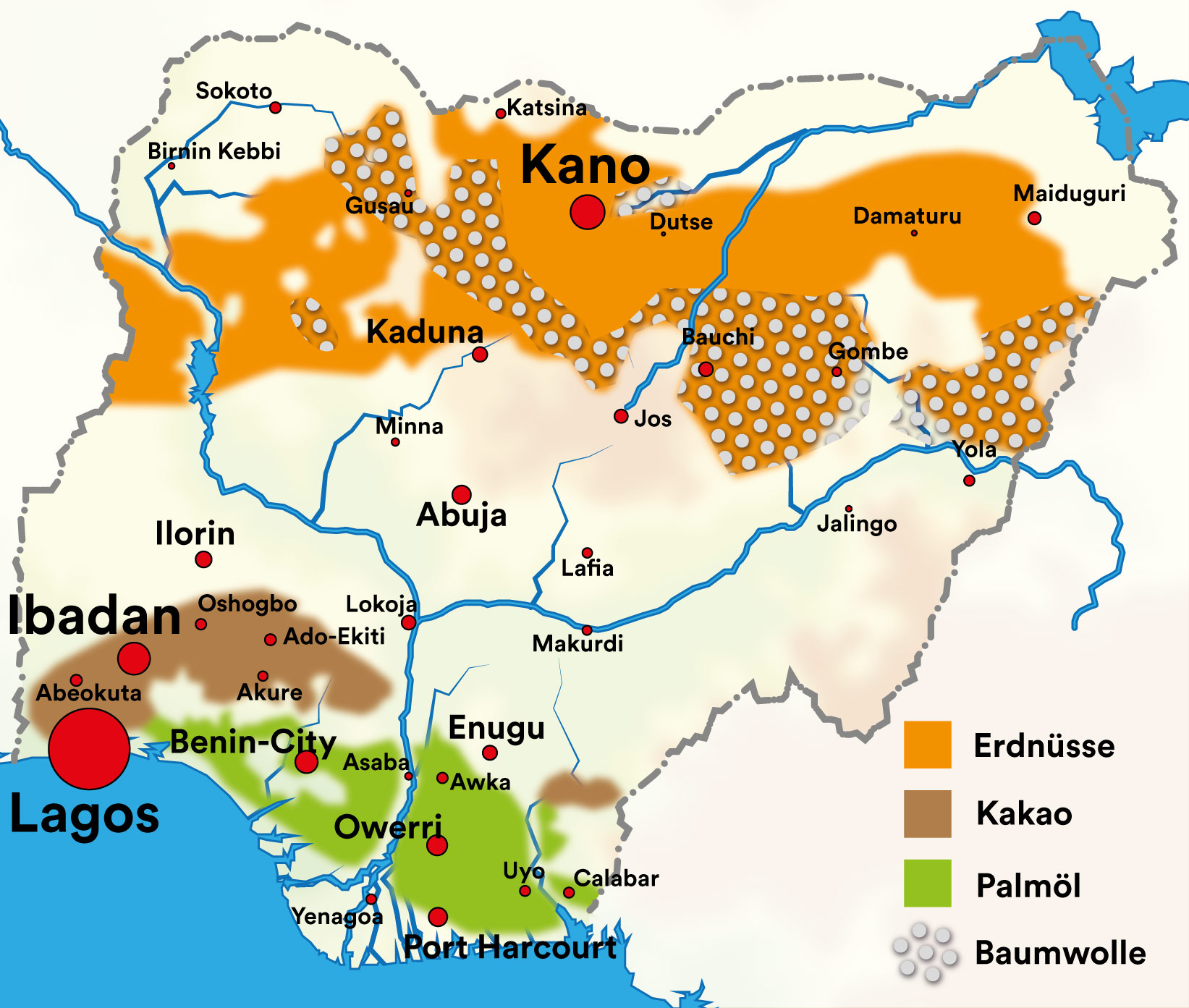
Gegenden mit Anbau von Erdnüssen, Kakao etc.

Nigeria leidet, wie andere afrikanische Länder auch, unter dem Exodus der Landbewohner in die Stadt. Dazu kommt, dass 2 Millionen Nigerianer – hauptsächlich aus ländlichen Gebieten – vor Boko Haram in Großstädte wie Maiduguri fliehen mussten. Während 1995 über 50 % der Nigerianer in der Landwirtschaft arbeiteten, lag dieser Wert 2020 unter 35 %. Dies wirkt sich nachteilig auf die Landwirtschaft aus. Nigeria muss darum, anders als zu kolonialen Zeiten, Lebensmittel importieren.

#### Feldwirtschaft und Gartenbau
Nigeria steht bei der landwirtschaftlichen Produktion weltweit an sechster Stelle und in Afrika an erster Stelle. Der Sektor erwirtschaftet etwa 18 % des BIP und stellt fast ein Drittel der Arbeitsplätze. Obwohl Nigeria aufgrund des lokalen Konsumbooms kein großer Exporteur mehr ist, ist das Land immer noch ein wichtiger Produzent vieler landwirtschaftlicher Erzeugnisse.

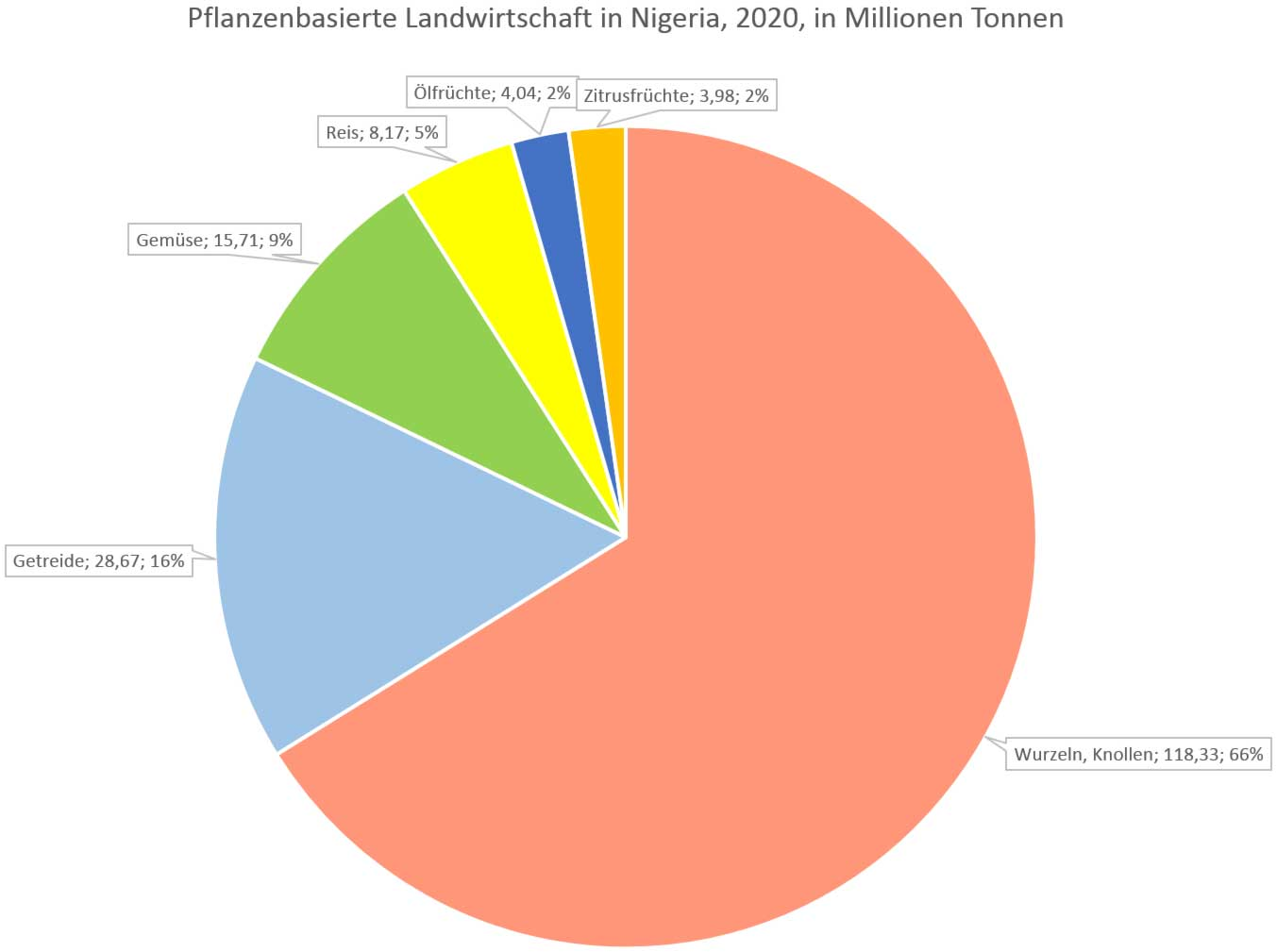
Pflanzenbasierte Landwirtschaft in Nigeria, 2020

Angebaut werden vor allem Erdnüsse und Kakao. Nigeria ist zudem der weltweit größte Produzent von Maniok und Yams sowie der zweitgrößte von Sorghum, Ingwer und Süßkartoffeln. Die Landwirtschaft kann derzeit weder die eigene Bevölkerung ernähren noch wesentlich zum Exportgewinn beitragen. Besonders der Norden ist im Landesvergleich stärker agrarisch geprägt. Der Landwirtschaftssektor erwirtschaftete 2016 noch knapp 20 % des Bruttoinlandsprodukts.

##### Produkte
Wurzeln und Knollen

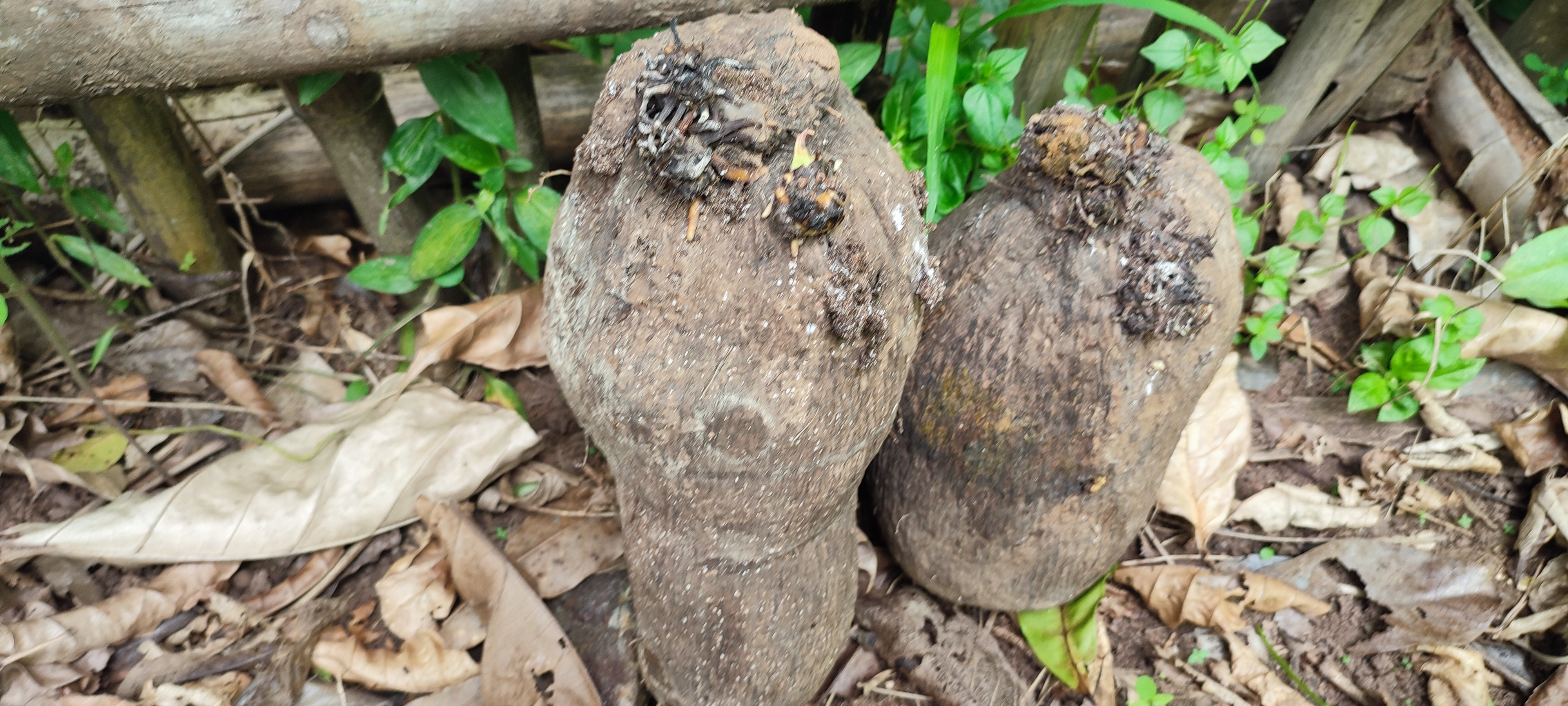
Nigerianischer Wasser-Yam

Diese „unterirdische Nahrung“ ist mit 118 Millionen Tonnen im Jahr 2020 die größte Gruppe der in Nigeria produzierten Lebensmittel und umfasst Yamswurzeln, Maniok, Kartoffeln und Süßkartoffeln. Diese Nahrungsmittel werden hauptsächlich im Süden Nigerias angebaut („Roots economy“).
Getreide
Die Gruppe Sorghum, Birnenhirse usw. ist mit 28,6 Millionen Tonnen im Jahr 2020 die zweitgrößte Gruppe der in Nigeria produzierten Nahrungsmittel. 50 % oder 14 Millionen Tonnen davon sind Sorghum. Die Zuckerrohrproduktion trägt mit weiteren 1,5 Millionen Tonnen dazu bei. Getreide wird vor allem in der Savannenzone des Landes angebaut.
Reis und Paddy
Die drittgrößte Gruppe der in Nigeria erzeugten Nahrungsmittel sind Reis und Paddy. Im Jahr 2020 wurden 8,2 Millionen Tonnen produziert.
Ölfrüchte
Nigeria produzierte im Jahr 2020 gut 4 Millionen Tonnen Ölfrüchte. Dazu gehören z. B. Sojabohnen, Sonnenblumenkerne, Raps und Erdnüsse.
Zitrusfrüchte
Nigeria produzierte im Jahr 2020 fast 4 Millionen Tonnen Zitrusfrüchte. Die wichtigsten nigerianischen Zitrusfrüchte sind Mandarinen, Trauben, Zitronen und Limetten.
Kakao
Die Kakaoproduktion, die größtenteils aus veralteten Sorten und überalterten Bäumen stammt, ist von rund 180.000 Tonnen jährlich auf 350.000 Tonnen gestiegen.
Weitere Produkte
Auf Hackbaufeldern werden Bohnen, Melonen, Pfeffer und Gemüse angebaut. Für den Export werden Ölpalmen, Kautschuk und Bananen angebaut. Palmöl spielt bei der in Nigeria aufstrebenden Branche von Körperpflegemitteln eine tragende Rolle.

#### Probleme und Ansatzpunkte zur Verbesserung
Die unzureichende Selbstversorgung Nigerias mit Lebensmitteln ist durch die Weizenknappheit im Zuge des Ukrainekrieges besonders dringlich geworden und war auch Thema im nigerianischen Wahlkampf 2023.
In Veröffentlichungen zur nigerianischen Landwirtschaft zeichnen sich vier Problembereiche in der Feldwirtschaft ab:
- schlechte Straßen in landwirtschaftlichen Regionen, dadurch vermeidbare Verteuerung der Produkte und Verzögerung ihrer Auslieferung,
- mangelhafte Versorgung mit Wasser trotz vorhandener Flüsse / Seen / Stauseen etc., dadurch können die Produkte oft nicht gereinigt werden, keine Bewässerung stattfinden etc.,
- mangelhafte Investitionen in landwirtschaftliche Geräte (Traktor, Bulldozer etc.), die durch billige Arbeitskräfte nicht ersetzt werden können,
- Beschädigung der (nährstoffreichsten) obersten Erdschicht bei Rodungen.

Vlogger Bayo Adio, aus den USA in die Heimat rückmigrierter nigerianischer Unternehmer, empfiehlt darum in einem Beitrag neben besserer Erschließung mit festen Wegen und Wasserversorgung eine genossenschaftliche Nutzung landwirtschaftlicher Geräte bei Flächen ab 2 Hektar (5 acres) und die manuelle Rückverteilung der obersten Erdschicht auf gerodete Flächen nach maschinell erfolgter Rodung.

Zu den wenigen Bundesstaaten Nigerias, die einen Nahrungsmittelüberschuss erzielen, gehört Kwara. Dies liegt möglicherweise am Back-to-Farm-Projekt. Das Projekt, bei dem (weiße) simbabwische Farmer angesiedelt und subventioniert wurden, sowie die kausale Zuweisung seiner agrarischen Erfolge ist umstritten. Da die Subventionen in die Wasserversorgung, bessere Straßen und landwirtschaftliche Geräte flossen, scheint dies jedoch die Empfehlungen im vorigen Absatz zu bestätigen.

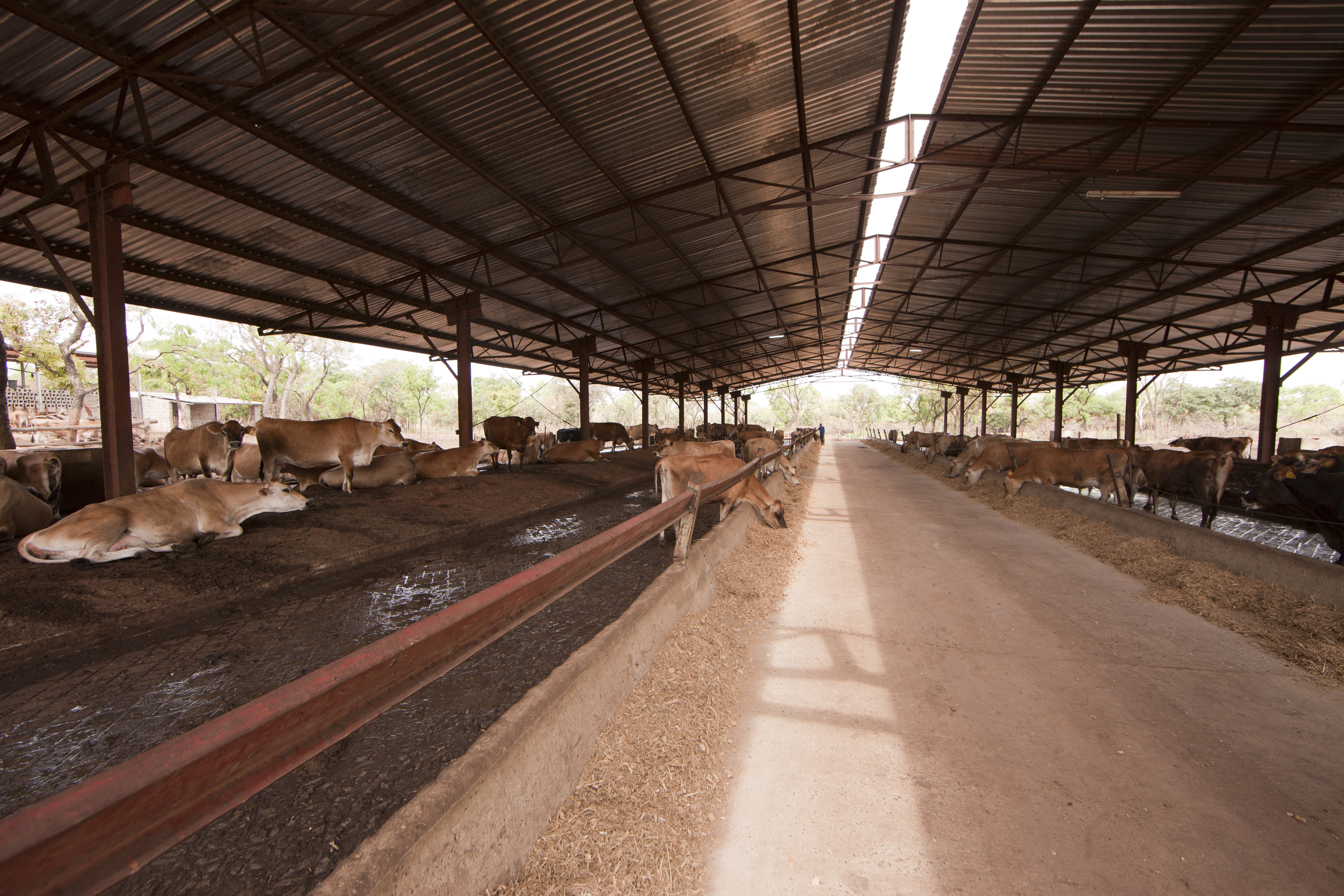
Viehhaltung in Shonga

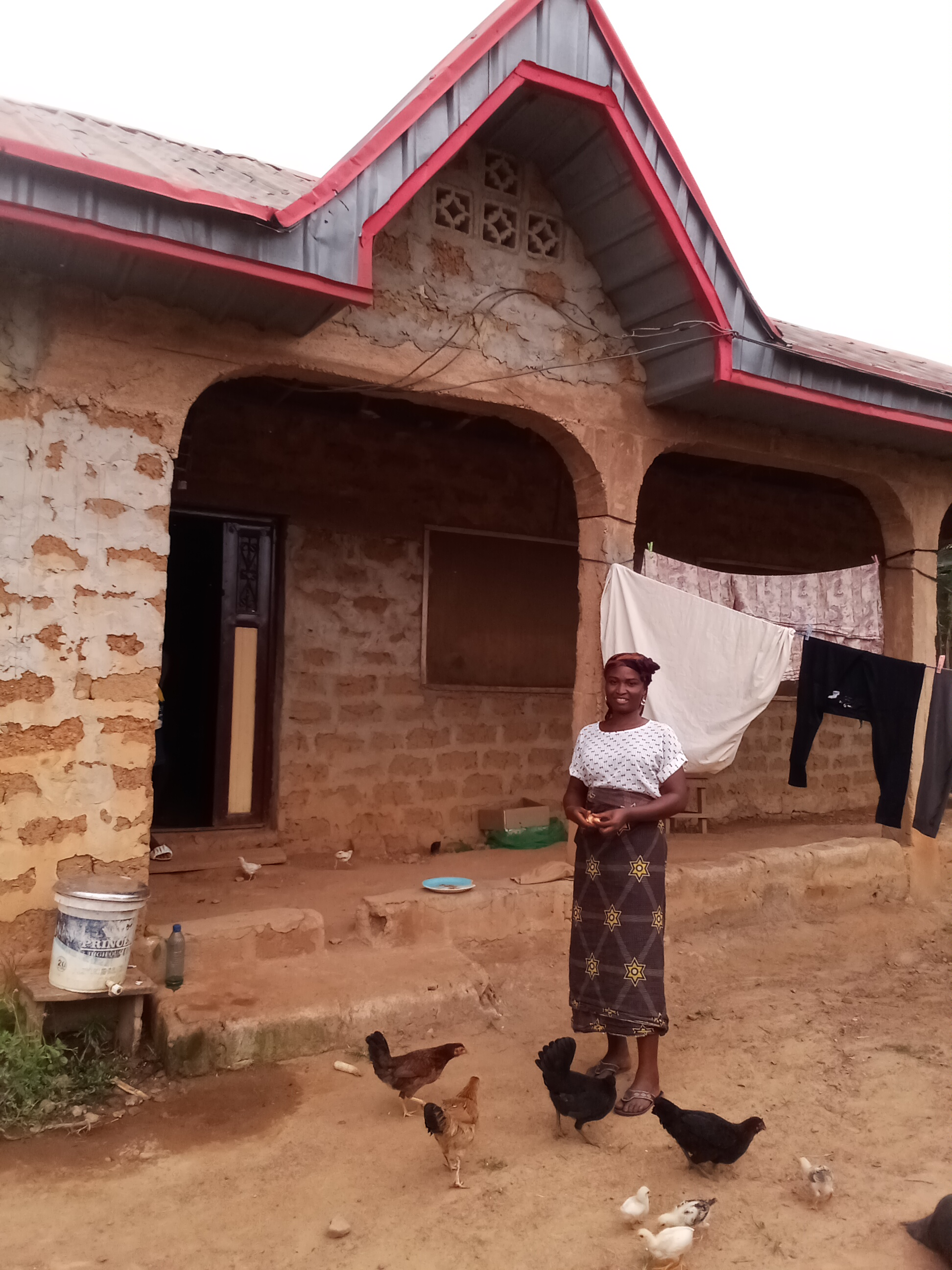
Etwa 42 % der Nigerianer besitzen Hühner

#### Tierhaltung

##### Rinder
Die Viehhaltung basiert überwiegend auf dem Halten von Rindern. Insgesamt werden etwa 15 Millionen Stück gehalten. Außerdem werden ungefähr fünf Millionen Schweine gehalten. Überwiegend für den Eigenbedarf wird Kleinvieh wie Schafe, Ziegen und Hühner gehalten.

##### Geflügel und Eier
Schätzungsweise 42 % der Nigerianer besitzen Hühner. Daher sind Geflügel und Eier in der Lebensmittelindustrie ein beliebtes Produkt. 46 % des Geflügels wird in extensiver Freilandhaltung gehalten. In Nigeria werden jährlich schätzungsweise 300 Tausend Tonnen Geflügelfleisch und 650 Tausend Tonnen Eier produziert.

##### Staatliche Modernisierungsversuche
Im Jahr 2005 subventionierte die sozialdemokratische Regierung des Bundesstaates Kwara im Rahmen des Back-to-Farm-Projekts die Ansiedlung weißer Farmer aus Simbabwe auf 13 vergleichsweise modernen Farmen, den sogenannten Shonga-Farmen, mit Milliarden von Naira. Es ist umstritten (Stand 2022), ob die staatliche Subvention tatsächlich dem Bundesstaat Kwara und seiner Bevölkerung zugutekam. Für Verbitterung unter der jetzigen – neoliberalen – Landesregierung sorgte auch, dass 9 dieser 13 Farmen wieder verkauft wurden, der Staat Kwara aber Verbindlichkeiten in Höhe von 1,7 Milliarden Naira übernehmen musste. Die 13 Shonga-Farmen hatten zeitweise die landwirtschaftliche Produktion des Staates erheblich steigern können. Über die langfristigen Folgen gibt es jedoch keine verlässlichen Informationen. Ein Dokumentarfilm von Catbol Media vom April 2022 zeichnet ein ausschließlich positives Bild: Dank der Bauern aus Simbabwe ist Kwara zum wichtigsten Agrarproduzenten unter den 37 Bundesstaaten Nigerias aufgestiegen. Die lokale Landwirtschaft wurde durch die Einführung von Elektrizität, Transportverbindungen, Bewässerung und Düngung modernisiert, und es wurden neue Arbeitsplätze für einheimische Arbeitskräfte geschaffen. Die ehemalig simbabwischen Farmer Reid, DuToit und Hunter zeigen sich begeistert von der Zusammenarbeit mit den lokalen Kräften und dem landwirtschaftlichen Potenzial.

#### Nahrungsmittelverarbeitung
Die meisten weiterverarbeiteten Nahrungsmittel (Food & Beverages) werden im Bundesstaat Ogun produziert, nämlich 45 % der nigerianischen Produktion in diesem Wirtschaftssektor beziehungsweise 10 % der gesamten Wirtschaftsleistung Nigerias.

##### Brauereien
Bei der afrikanischen Bierproduktion steht Nigeria nach Südafrika an zweiter Stelle. Die größte Brauerei Nigerias ist Nigerian Breweries, eine Heineken-Tochter. Im dritten Quartal 2022 verzeichnete Nigerian Breweries einen Rekordumsatz von 393 Milliarden Naira (853 Millionen Euro). Weitere Brauereien sind Intafact und International Breweries (Töchter des Anheuser-Busch-Konzerns), sowie Guinness Nigeria (im Besitz der Diageo plc). Besonders populär ist Guinness-Bier. Offenbar trinkt der durchschnittliche Nigerianer mehr von diesem Starkbier als der durchschnittliche Ire.

##### Malzbier / Malzgetränke
Nigeria ist ein führender Exporteur von Malzbier und anderen Malzgetränken, aber auch der wichtigste Verbrauchermarkt für dieses Getränk. Dies ist wahrscheinlich darauf zurückzuführen, dass 55 % der Bevölkerung Muslime sind und ihnen der Konsum alkoholischer Getränke untersagt ist.
Vor einigen Jahren beherrschten die Getränke Maltina und Amstel Malta der Getränkehersteller Nigerian Breweries (NB) Plc und Malta Guinness von Diageo's Guinness den Markt für Malzgetränke. Allerdings haben die beiden Marktführer in letzter Zeit Konkurrenz bekommen. Dazu gehören Marken wie Dubic Malt und Malta Guinness herbs, beide von Guinness Plc hergestellt, Grand Malt von Intafact Beverages Ltd und Betamalt, hergestellt von International Breweries Plc. Dubic Malt und Malta Guinness scheinen die Marktführer in puncto Qualität zu übertreffen. Andere Malzmarken wie Malta Gold, Hi-Malt, Maltex, Vitamalt und Maltonic verengen den Markt für Malzgetränke weiter.

##### Schälmühlen
Bislang exportierte Nigeria paradoxerweise zwar ungeschälten Reis, musste aber geschälten Reis, Hauptnahrungsmittel des Landes, importieren. - Die Reismühle in Imota, nahe Lagos, soll die entsprechende Verarbeitung im eigenen Lande erledigen, Handelsbilanz und den Arbeitsmarkt verbessern, sowie unnötige Kosten für Transport und Mittelsmänner einsparen. Im Vollbetrieb am Ende des Jahres 2022 soll die Anlage, die größte südlich der Sahara, 250.000 Menschen beschäftigen und 2,5 Mio. 50-kg-Reissäcke jährlich produzieren.

##### Milchprodukte und Fleisch
Nigeria hat mit 19 Millionen Rindern den größten Viehbestand Afrikas, doch kann der nigerianische Milchsektor nur weniger als 10 % des Bedarfs an Milchprodukten decken (Stand Juni 2021), eine Lücke, die mit dem Bevölkerungswachstum wachsen dürfte.
Fan Milk, ein Unternehmen der Danone-Gruppe und Hersteller beliebter Tiefkühlmilch- und Speiseeismarken, stellt im Juni 2022 seine neu fertiggestellte Modellmolkerei in Odeda, Ogun State, vor. Diese Molkerei ist die erste Investition von Danone in die Milchwirtschaft in Afrika südlich der Sahara, um die lokale Milchproduktion in Nigeria zu steigern. Fan Milk wird einen Milchviehbetrieb und ein Ausbildungsinstitut von Weltrang einrichten und dabei auf das Know-how der Muttergesellschaft Danone zurückgreifen.
In der Freihandelszone von Lekki wurde 2022 die Dano Milk Factory (Arla) eröffnet. 2021 begann die bäuerliche Molkereigenossenschaft Arla Foods mit dem Bau eines 200 Hektar großen Milchviehbetriebs im Bundesstaat Kaduna. Der Betrieb wird 400 Milchkühe halten und über moderne Melkstände und Technologie, Grasland und Wohnmöglichkeiten für 25 Mitarbeiter verfügen.

##### Mahlen und Raffinieren von Kokosnussöl
Eine mehrere Milliarden Naira teure Kokosnussölraffinerie, die erste ihrer Art in Afrika, nahm im Bundesstaat Akwa Ibom ihren Betrieb auf. Die St. Gabriel Coconut Refinery in Mkpat Enin wurde im Mai 2022 eingeweiht. Der Gouverneur von Akwa Ibom versprach, sofort mit der Ausbildung einheimischer Arbeitskräfte für die Raffinerie zu beginnen. Er führte aus, die Anlage habe eine tägliche Kapazität zum Knacken von 1.000.000 Kokosnüssen und werde nicht weniger als 3.000 direkte und indirekte Mitarbeiter beschäftigen. Kokosnussöl wird laut Gouverneur Emmanuel für 1.326 Dollar pro Barrel verkauft.

##### Molkereiwesen
Fan Milk, ein Unternehmen der Danone-Gruppe und Hersteller beliebter tiefgekühlter Molkerei- und Eismarken, stellte im Juni 2022 seine neu fertiggestellte Modellmolkerei in Odeda im Bundesstaat Ogun vor. Diese Molkerei ist die erste Investition von Danone in die Milchwirtschaft in Afrika südlich der Sahara, um die lokale Milcherzeugung in Nigeria zu steigern. Fan Milk wird einen Milchviehbetrieb und ein Ausbildungsinstitut von Weltrang einrichten und dabei auf das Know-how der Muttergesellschaft Danone zurückgreifen.

##### Backwaren, Frühstückspeisen

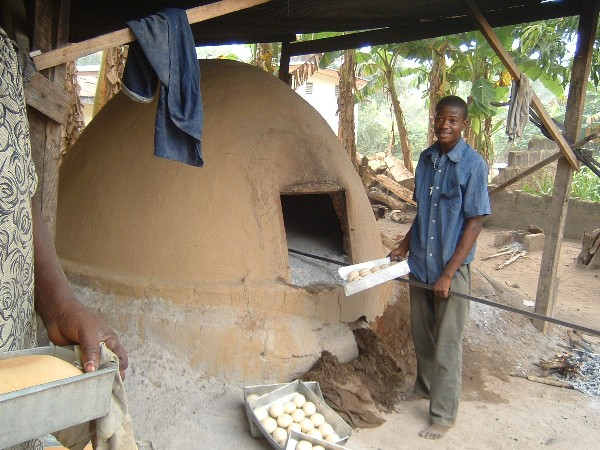
Kleinstbäckerei in Nigeria

Der nigerianische Brotsektor wächst schnell, wobei 72 Prozent von kleinen und mittleren Bäckereien dominiert werden. Der nigerianische Bäckereimarkt ist ein Wirtschaftszweig mit einem Volumen von 621 Millionen Dollar. „Frisches Brot und andere Backwaren“ ist die Backwarengruppe mit dem höchsten Verbrauch (8,5 Mio. Tonnen), was 91 % des Gesamtvolumens entspricht. „Frisches Brot und andere Backwaren“ übertraf die Zahlen für die zweitgrößte Produktgruppe „Lebkuchen, Süßgebäck und Waffeln“ (689 000 Tonnen) um mehr als das Zehnfache. Es wird erwartet, dass der nigerianische Markt für Backwaren im Prognosezeitraum 2020-2026 ein erhebliches Wachstum aufweisen wird. Primera Food beginnt 2022 in Zusammenarbeit mit Michael Foods im Bundesstaat Ogun mit der Produktion von Nudeln im großen Stil. Kellogg’s eröffnet 2022 in der Lekki Free Trade Zone in der Nähe von Lagos eine Produktionsanlage für ihre Produkte. In Jos stellt NASCO Foods Kekse und Cornflakes her. Im Jahr 2022 wird das Unternehmen seine Fabrik in Jos erweitern.
2020 importierte Nigeria für 2,1 Mrd. US-Dollar Weizen, nur Ägypten gab hierfür mehr aus (2,9 Mrd.). Nigeria wird darum von der russischen Invasion in der Ukraine 2022 und der resultierenden internationalen Weizenknappheit besonders hart betroffen.

##### Raffinierter Zucker
Die zum Dangote-Konzern gehörende Zuckerraffinerie in Apapa konnte im dritten Quartal 2022 ihren Umsatz auf 288,3 Mrd. Naira (590 Mio. Euro) steigern - eine Steigerung von 47 % zum dritten Quartal 2021. Der Gewinn nach Steuern stieg auf 24,8 Mrd. Naira (50,8 Mio. Euro), bzw. um 60 %. LinkedIn verzeichnet 869 Mitarbeiter von Dangote Sugar (Stand 2023). Die Zuckerraffinerie hat eine Kapazität von 1,44 Mio. metrischen Tonnen im Jahr und beliefert Endverbraucher als auch Großabnehmer wie Nestlé Nigeria Plc, Cadbury Nigeria Plc, Seven-Up Bottling Company Plc und die Nigerian Bottling Company.

### Bergbau und fossile Brennstoffe

#### Bergbau
Der Abbau von Mineralien macht in Nigeria nur 0,3 % des Bruttoinlandsprodukts aus, was auf den Einfluss der riesigen Ölvorkommen zurückzuführen ist. Die einheimische Bergbauindustrie ist unterentwickelt, was dazu führt, dass Nigeria Mineralien importieren muss, die es im eigenen Land produzieren könnte, wie Salz oder Eisenerz.

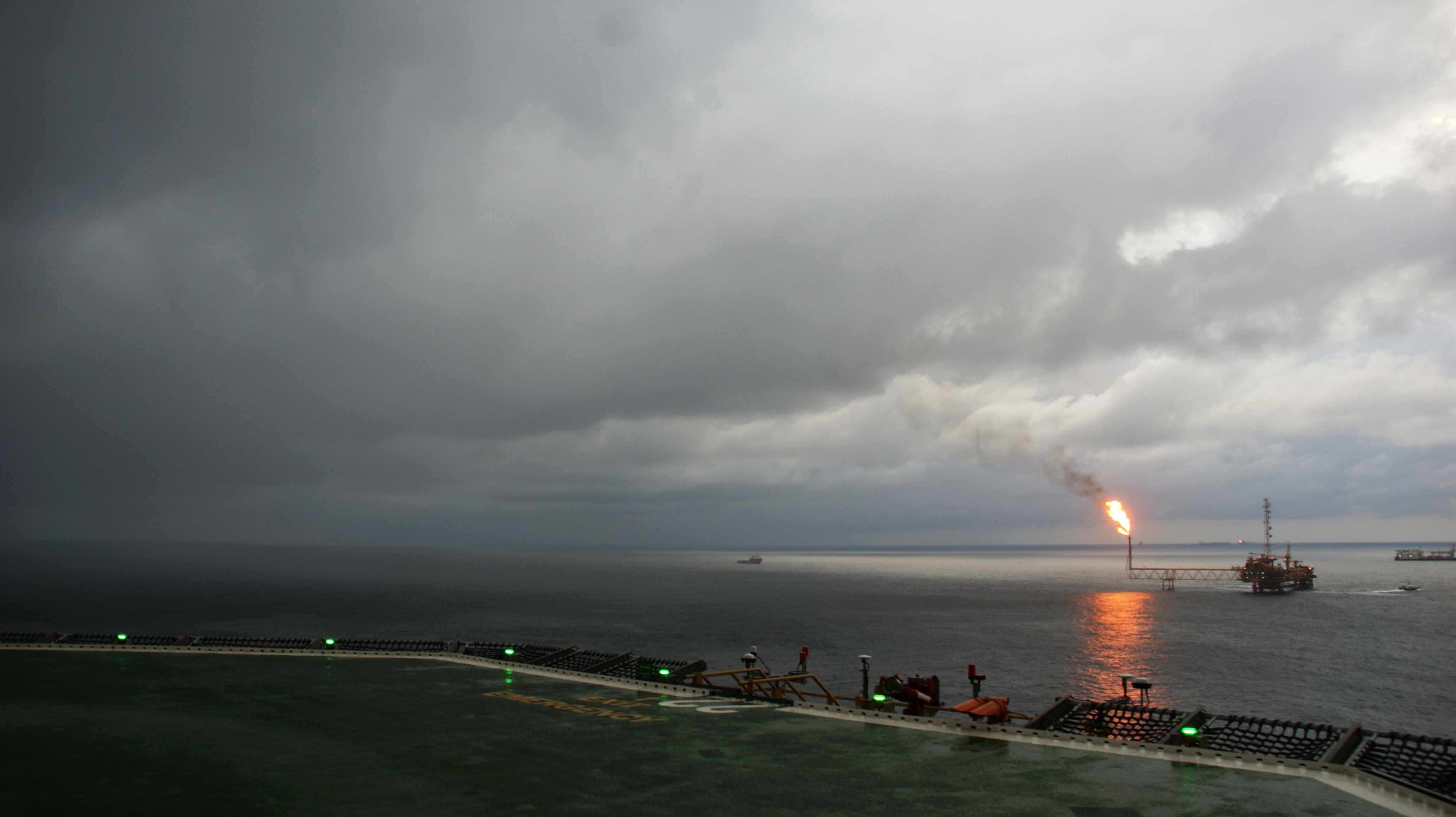
Rohölförderung auf der Insel Bonny

#### Fossile Brennstoffe

##### Erdöl
Nigerias wichtigster Bodenschatz ist das Erdöl. Es macht 90 % aller Exportprodukte aus, obwohl nur 7 % der Beschäftigten in diesem Sektor tätig sind. Außerdem steuert dieser Wirtschaftssektor 35 % zum Bruttoinlandsprodukt bei. Die Fördermenge lag 2007 bei 2,2 Millionen Fässern pro Tag.

##### Erdgas
Nigeria hat die größten Erdgasvorkommen in Afrika. Weltweit steht man diesbezüglich auf Platz 9. Die durch den Ukrainekrieg bedrohte Versorgung Europas mit Erdgas forciert Projekte, bei denen nigerianisches Erdgas über Pipelines nach Marokko bzw. Algerien transportiert werden soll. Im Mai 2022 gibt es dazu aber noch keine Ergebnisse.

### Industrie
Die Industrie konzentriert sich zum größten Teil im Südwesten des Landes. Die Metallindustrie Nigerias befindet sich zu ca. 90 % in Lagos. Im Bundesstaat Ogun, der Lagos vollständig umschließt, befindet sich der Hauptanteil der nigerianischen Industrie mit dem Fokus auf Zement, Lebensmittelkonserven, Schaumgummi, Farben, Reifen, Teppiche, Aluminiumprodukte und Kunststoffe. Im Südosten des Landes existieren vor allem Erdölraffinerien und die chemische Industrie. Wenn man die ölproduzierenden Bundesstaaten sowie die Dienstleistungsmetropolen Lagos und Abuja nicht mitzählt, ist Ogun durch seinen hohen Industrialisierungsgrad in Nigeria der Spitzenreiter beim Bruttosozialprodukt pro Kopf, gefolgt von Cross River. Kano ist das Schlusslicht.

#### Zement und Faserzementplatten
Dangote Cement und BUA Cement sind die dominierenden Unternehmen auf dem nigerianischen Zementmarkt. Im Mai 2022 eröffnete BUA ein neues, großes Zementwerk in Sokoto mit einem eigenen 50-MW-Kraftwerk. Aliko Dangote, Nigerias reichster Einwohner, hat seinen Wohlstand mit seinem Zementwerk begründet.
In Kuje, südwestlich von Abuja, eröffnete im Mai 2022 die New Material Nigeria Limited eine Fertigungsanlage von Faserzementplatten. Es wurden 50 Millionen USD investiert und 120 Arbeitsplätze geschaffen. Managing Director Jackie Dai Hui betonte, dass Rohstoffe lokal beschafft werden. Für Baumaterial wie Faserzementplatten sei die Nachfrage in Nigeria hoch. Wichtig seien hierbei Festigkeit, Schallschutz und Feuerbeständigkeit des Materials. Eine weitere Fertigungsanlage in der Nähe von Lagos sei darum geplant. Man strebe nach der Positionierung Nigerias als Produktionszentrum für den Export von Faserzementplatten.

#### Erdölprodukte

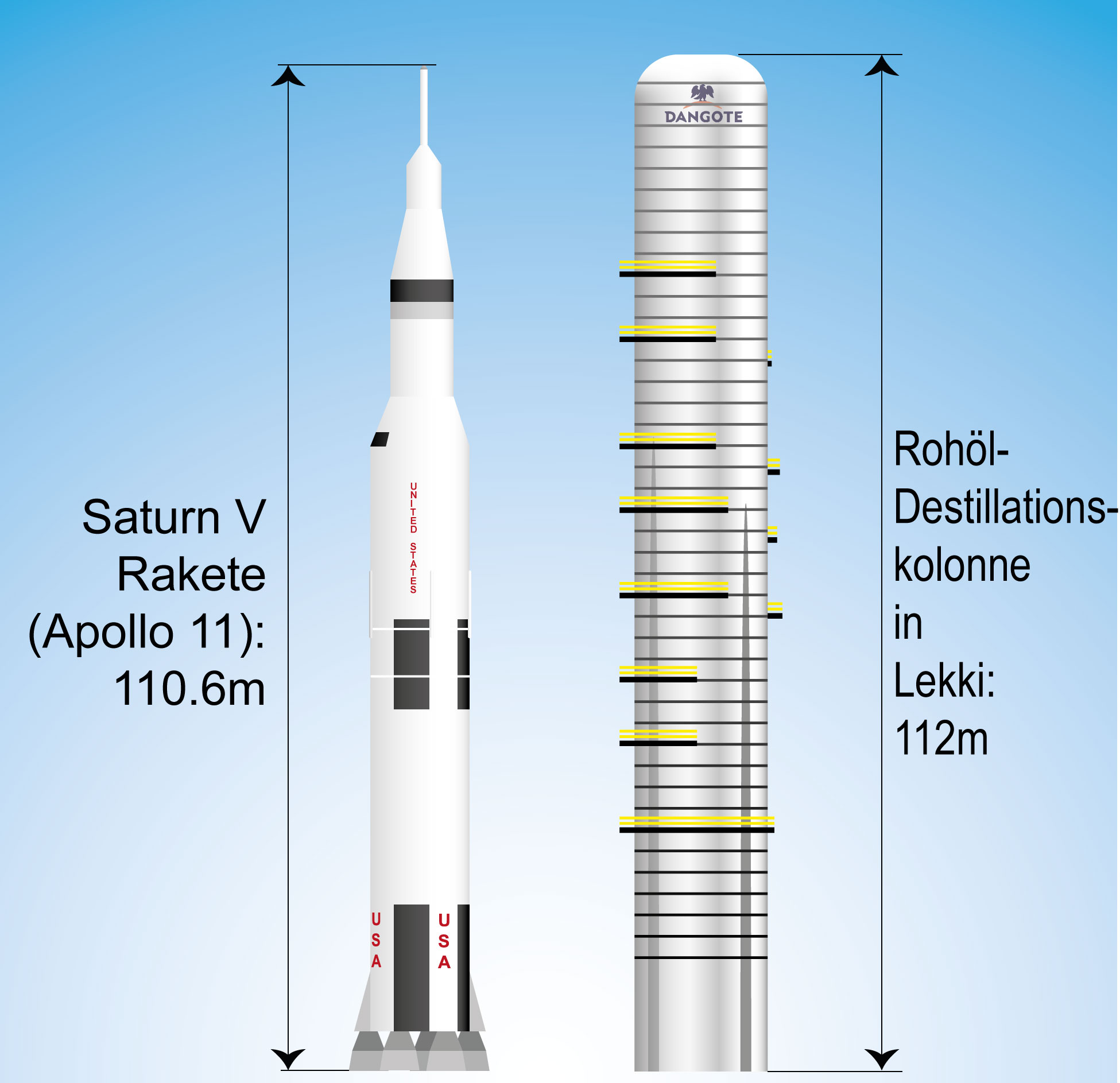
Weltgrößte Distillationskolonne der Dangote-Raffinerie

Benzin war bis 2021 mit 24 % des Importvolumens das Hauptimportgut Nigerias. Am 24. Januar 2023 wird eine in Medien vielbesprochene Dangote-Ölraffinerie eingeweiht, die täglich unter anderem 50 Mio. Liter Benzin herstellen wird. Dadurch würde Nigeria vom Nettoimporteur zum Nettoexporteur für Erdölprodukte.
Noch bevor die Dangote-Raffinerie voll in Betrieb ist, erhebt sie Anspruch auf eine Reihe von Weltrekorden, darunter die größte Destillationskolonne der Welt und mit dem RFCC-Regenerator sowohl das schwerste zusammenhängende Stück Stahl (hergestellt in Südkorea) als auch das schwerste Objekt, das jemals auf einer öffentlichen afrikanischen Straße transportiert wurde.

#### Düngemittel
Am 3. Mai 2022 wurde in der Nähe von Lagos nach jahrelangen Bauarbeiten eine Düngemittelproduktionsanlage in Betrieb genommen, die 3 Millionen Tonnen Düngemittel im Jahr herstellen wird. Da durch den Ukrainekrieg 2022 keine russischen Düngemittel mehr auf den Weltmarkt kommen, stößt Nigeria in eine Marktlücke. „Der Düngemittelmarkt ist ein Verkäufermarkt“, schwärmte Firmenchef Dangote bei der Eröffnung des Werks. „Die Leute betteln darum, dass wir verkaufen, und wir sind wählerisch, an wen wir verkaufen“.
Nur einen Steinwurf von der Dangote-Raffinerie entfernt hat die BASF eine Fabrik in Lekki eröffnet. Die BASF ist vor allem für Düngemittel, Farben und Lacke bekannt.

#### Zementwerke
2016 (dem letzten Jahr, aus dem Angaben vorliegen) war Nigeria der führende Zementproduzent südlich der Sahara, vor Südafrika. Mit 16,4 Mio. Tonnen Jahresproduktion stellte Nigeria etwa halb so viel Zement her wie die Bundesrepublik Deutschland. Aliko Dangote, Nigerias reichster Einwohner, begründete seinen Wohlstand mit der Zementproduktion. Im Mai 2022 eröffnete der nach Dangote zweitgrößte Zementkonzern, BUA Cement, ein neues, großes Zementwerk in Sokoto, das auch über ein eigenes 50-MW-Kraftwerk verfügt.
42 % der nigerianischen Zementproduktion findet in den Bundesstaaten Ogun und Kogi statt.

#### Körperpflegeprodukte
Die Colgate-Fabrik in der Lekki Free Trade Zone in der Nähe von Lagos stellt seit 2022 Körperpflegeprodukte und Reinigungsmittel her.
Schwarze Seife („black soap“) unterschiedlicher Hersteller und Marken wird von Nigeria nach ganz Afrika exportiert.

#### Pharmazie

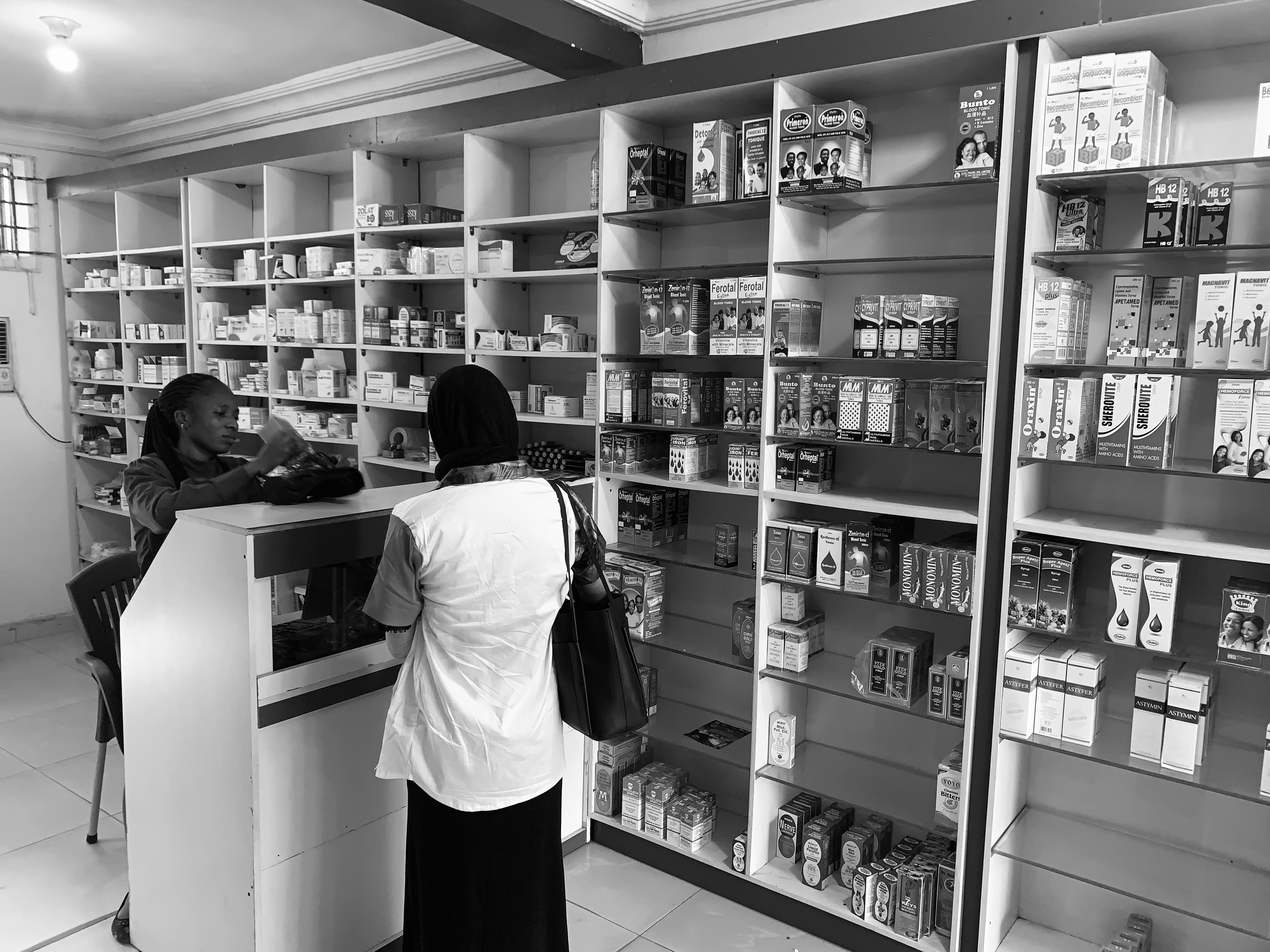
Apotheke in Epe, nahe Lagos

Derzeit befinden sich in Nigeria etwa 60 Prozent der pharmazeutischen Produktionskapazitäten in Afrika, und nach COVID-19 wird mit einem Wachstum von 60 bis 70 Milliarden Dollar gerechnet, so Experten. Die pharmazeutische Industrie in Nigeria ist wachstumsfähig und kann in den nächsten 10 Jahren ein Volumen von 4 Milliarden Dollar erreichen. Die Analysten von Goldstein Market Intelligence prognostizieren, dass der nigerianische Pharmamarkt in den Jahren 2017 bis 2030 mit einer CAGR von 9,1 % wachsen wird.
Die pharmazeutischen Unternehmen Nigerias liegen größtenteils in Lagos. Emzor Pharmaceutical Industries Ltd scheint der größte Hersteller in diesem Bereich zu sein. Dem folgen Fidson Healthcare Plc und May & Baker Nig. Plc.

#### Fahrzeugindustrie

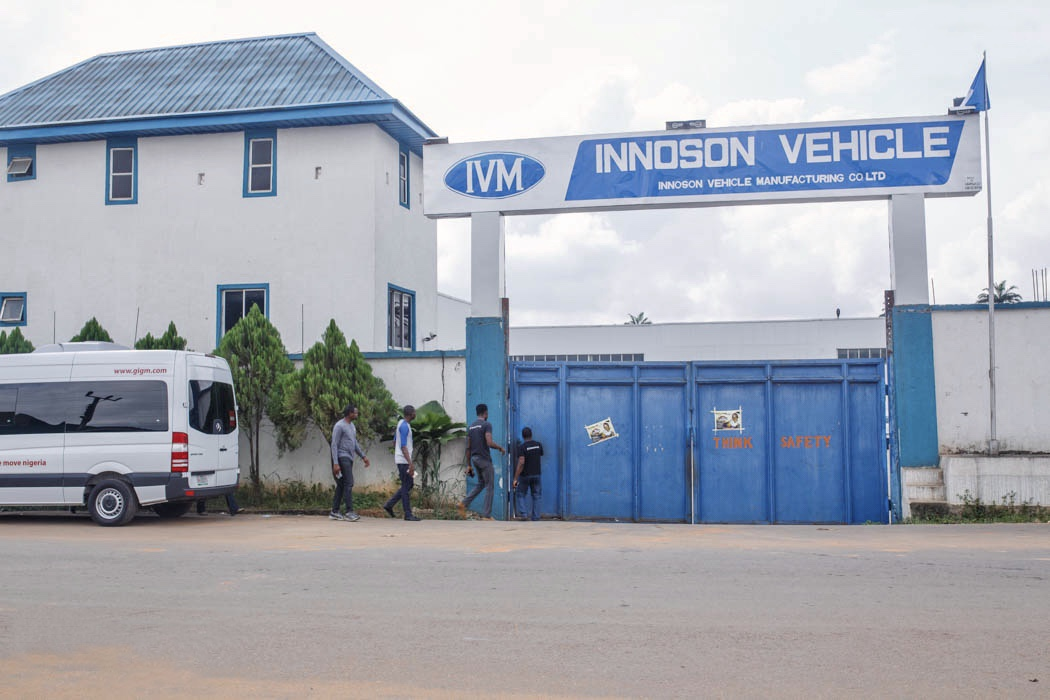
Innoson-Zentrale in Nnewi

In Nigeria gibt es drei nennenswerte Automobilhersteller in einheimischem Besitz: Innoson, Nord und Proforce. (Zum Vergleich: die frühere Kolonialmacht Nigerias, Großbritannien, hat seit 2018 keinen Automobilhersteller in einheimischem Besitz, der nennenswerte Produktionszahlen vorlegen kann.) Mit der Übernahme von Peugeot Nigeria durch Aliko Dangote käme bald ein vierter einheimischer Fahrzeughersteller hinzu.
Im Bundesstaat Anambra befindet sich der größte einheimische Automobilhersteller Innoson Vehicle Manufacturing. Seit Mai 2022 produziert Innoson auch die in Nigeria allgegenwärtigen gelben Trikes („Kekes“). Im November 2022 exportierte Innoson als erster afrikanischer Hersteller Fahrzeuge in ein anderes afrikanisches Land (Sierra Leone). Der Auftragswert war 4,7 Mio. USD.
In Sangotedo/Lekki befindet sich ein weiterer lokaler Automobilhersteller: Nord Automobiles Ltd. In Ishara, 30 km nordöstlich von Lagos, stellt Proforce Ltd. gepanzerte Fahrzeuge her. Proforce ist bislang der einzige nigerianische Automobilhersteller, der Modelle nach Europa exportiert.
In Maiduguri stellt Phoenix Renewables solar angetriebene Fahrzeuge her.
Der US-amerikanische Automobilhersteller SAGLEV kündigte im Oktober 2023 an, in Lagos-Ikorodu bis zum Ende des Jahres mit der Herstellung von elektrischen Fahrzeugen beginnen zu wollen.
Dank Innoson werden die meisten (18 %) der in Nigeria hergestellten Fahrzeuge im Bundesstaat Anambra montiert.

#### Werkzeugbau
In Oshogbo gibt es eine bescheidene Werkzeugbauindustrie. Produkte sind z. B. CNC-Drehmaschinen und industrielle Bohrmaschinen, aber auch Stiftschrauben und Flansche.

#### Schienenfahrzeuge
Noch 2023 soll vor den Toren von Lagos, in Ifo Junction, die Lokomotiven- und Waggonfabrik Kajola in Betrieb genommen werden. Sie soll Schienenfahrzeuge für den westafrikanischen Markt produzieren. Im Februar 2023 wurde vermeldet, dass der Bau „zu 95% abgeschlossen“ ist.
Es wird erwartet, dass die Anlage etwa fünftausend (5.000) direkte und indirekte Arbeitsplätze schaffen wird. Sie wird auch eine wichtige Plattform für Ingenieure, Techniker, Handwerker und andere Fachleute bieten, um die für die Herstellung und Wartung von rollendem Material erforderlichen Fachkenntnisse zu erwerben.
Laut Nigerias Vizepräsident Yemi Osinbajo wird diese Fabrik unweigerlich zu Spin-off-Unternehmen in der Region Lagos / Ogun führen. „Mit dem Bau des rollenden Materials vor Ort wird das Import- und Exportgeschäft in Afrikas größtem Markt nie mehr dasselbe sein.“ In der von der chinesischen CCECC erbauten Anlage sollen hauptsächlich nigerianische Staatsbürger und nigerianische Unternehmen beschäftigt werden.
Laut Transportminister Sambo braucht dadurch Nigeria „die Waggons nicht mehr ins Land zu importieren, und es gibt auch einen wirtschaftlichen Nutzen für die Einrichtung des rollenden Materials. Die Nigerianer werden auch lernen, wie man Waggons, Lokomotiven und Reisezugwagen baut, und so Arbeitsplätze schaffen und gleichzeitig die Kapazität der Zugwaggons verbessern. Die Technologie, die im Ausland eingesetzt wird, wird in Nigeria nachgeahmt werden, und es werden viele Arbeitsplätze für die Jugend geschaffen werden.“

#### Elektronik
Der erfolgreichste Hersteller von Laptops in Nigeria ist, nach eigener Auskunft, der einheimische Zinox Technologies in Lagos.
Spezielle sonnenbetriebene Batterien, die Reeddi Kapseln, entwickelte Reeddi in Lagos. Das Unternehmen erhielt 2023 von Prinz William den Earthshot Prize. In einem Podcast meinte der Prince of Wales, dass „die Kapsel einen großen Einfluss auf Gemeinden haben wird, in denen Energiearmut ein großes Problem ist“.

#### Stahlwerke
Die Ajaokuta Steel Company Limited produziert laut eigener Auskunft 1,3 Mio. t Stahl im Jahr. Dies entspräche 3 % der deutschen Stahlerzeugung im Jahr 2021.
Stahlwerke in Katsina, Jos und Osogbo scheinen nicht mehr aktiv zu sein.

#### Recycling
Über den Hafen Lagos treffen jährlich 15.000 Tonnen giftigen Elektroschrotts aus Europa ein, der laut Basler Konvention nicht aus der EU exportiert werden dürfte. Der Elektronikschrott wird häufig in Gebrauchtwagen verborgen durch den nigerianischen Zoll ins Land geschmuggelt und nicht fachgerecht entsorgt. Etwa 100.000 Menschen arbeiten in Nigerias Elektronikrecycling, überwiegend informell, d. h. ohne geeignetes Werkzeug und giftigen Substanzen ausgesetzt. Firmen wie E-Terra in Lagos dagegen zerlegen den Elektronikschrott unter Schonung der Umwelt und der Gesundheit der Mitarbeiter und finanzieren sich über den Verkauf der Rohstoffe Aluminium, Eisen und Glas.
Ein weiteres Problem – und ebenfalls hauptsächlich mit Gebrauchtwagen importiert – sind alte Autoreifen. Große Halden von Autoreifen verunreinigen nicht nur die nigerianische Umwelt, sondern bilden mit kleinen Wasserpfützen in den Reifen ideale Brutstätten für Malariamücken. Dieses Problems nimmt sich Freee Recycle der Unternehmerin Ifedolapo Runsewe an, die mit ihren 100 Mitarbeitern in Oyo (80 km nördlich von Lagos) Autoreifen zu Knochenpflastersteinen für Spielplätze und Autoauffahrten recycelt.

### Tertiärer Sektor

#### Dienstleistungen

##### Finanzsektor

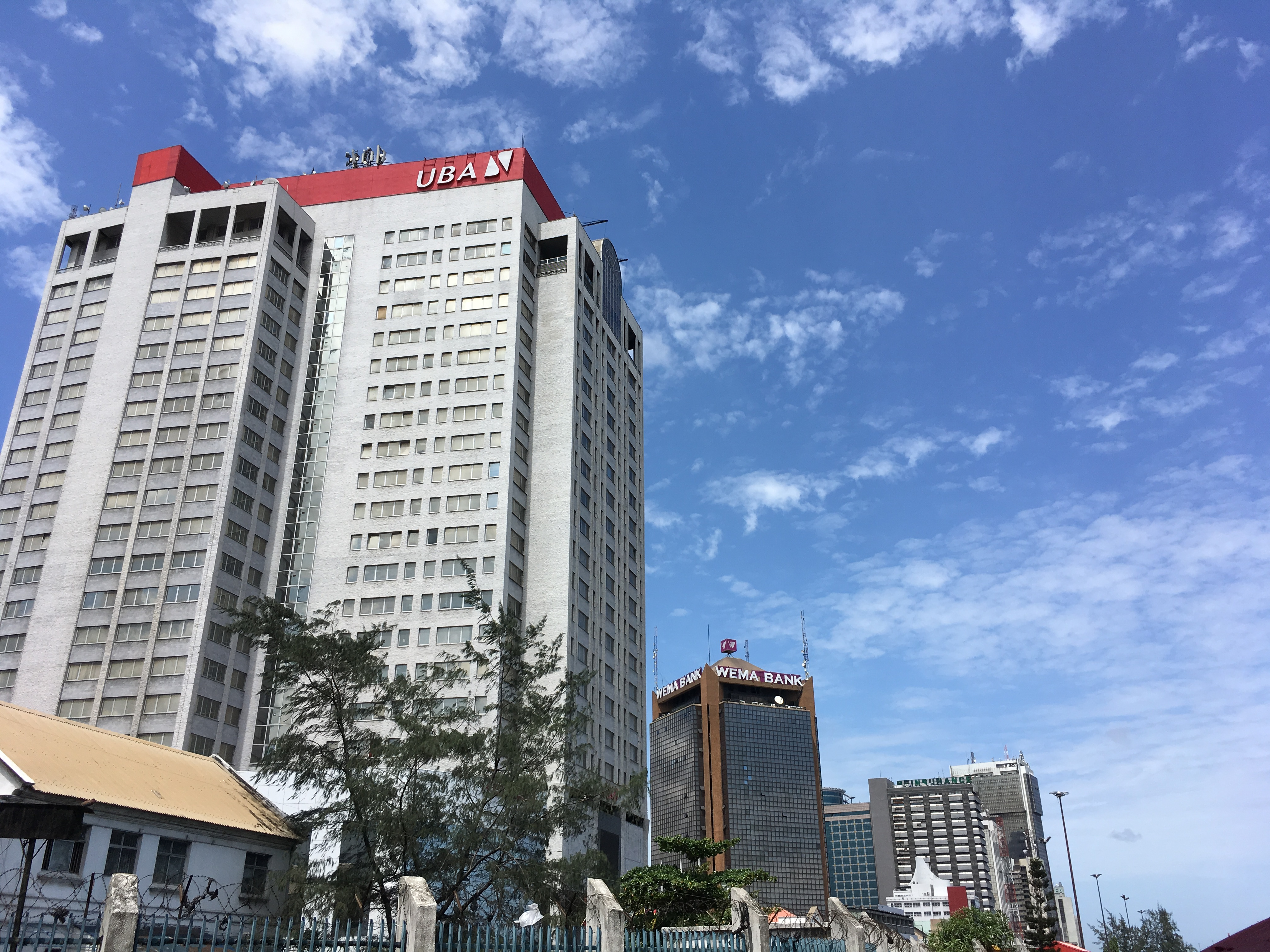
Banken- und Finanzdistrikt in Lagos

Nigeria ist der größte Finanzmarkt in Afrika. Nigeria verfügt über einen im regionalen Vergleich relativ gut entwickelten Bankensektor mit einer regional hohen Bankendurchdringung (44,2 % gegenüber einem regionalen Durchschnitt von 17,8 % für Westafrika) und einem robusten Einsatz moderner Finanzinstrumente in der lokalen Wirtschaft. Das Land ist auch gut an die internationalen Finanzmärkte angebunden. Allerdings wird das Land durch hohe Kreditzinsen belastet, die den Zugang zu Krediten für kleinere Unternehmen, insbesondere in der Nicht-Öl-Wirtschaft, einschränken. Mit der Guaranty Trust Bank ist seit 2007 die erste subsaharische Bank an der Londoner und Frankfurter Börse gelistet.

##### Kapitalmarkt
Die Nigerianische Wertpapierbörse ist die Nigerian Stock Exchange, mit dem NSE Index, als Leitindex, der 2007 der weltweit siebterfolgreichste Börsenindex war.

##### Staatsfonds
Die Regierung investiert über ihren Staatsfonds, den Nigeria Sovereign Investment Authority Überschüsse aus Öl- und Rohstofferträgen für zukünftige Vermögensbildung.

##### Fünf Tech-Einhörner, Softwareentwicklung, Fintech

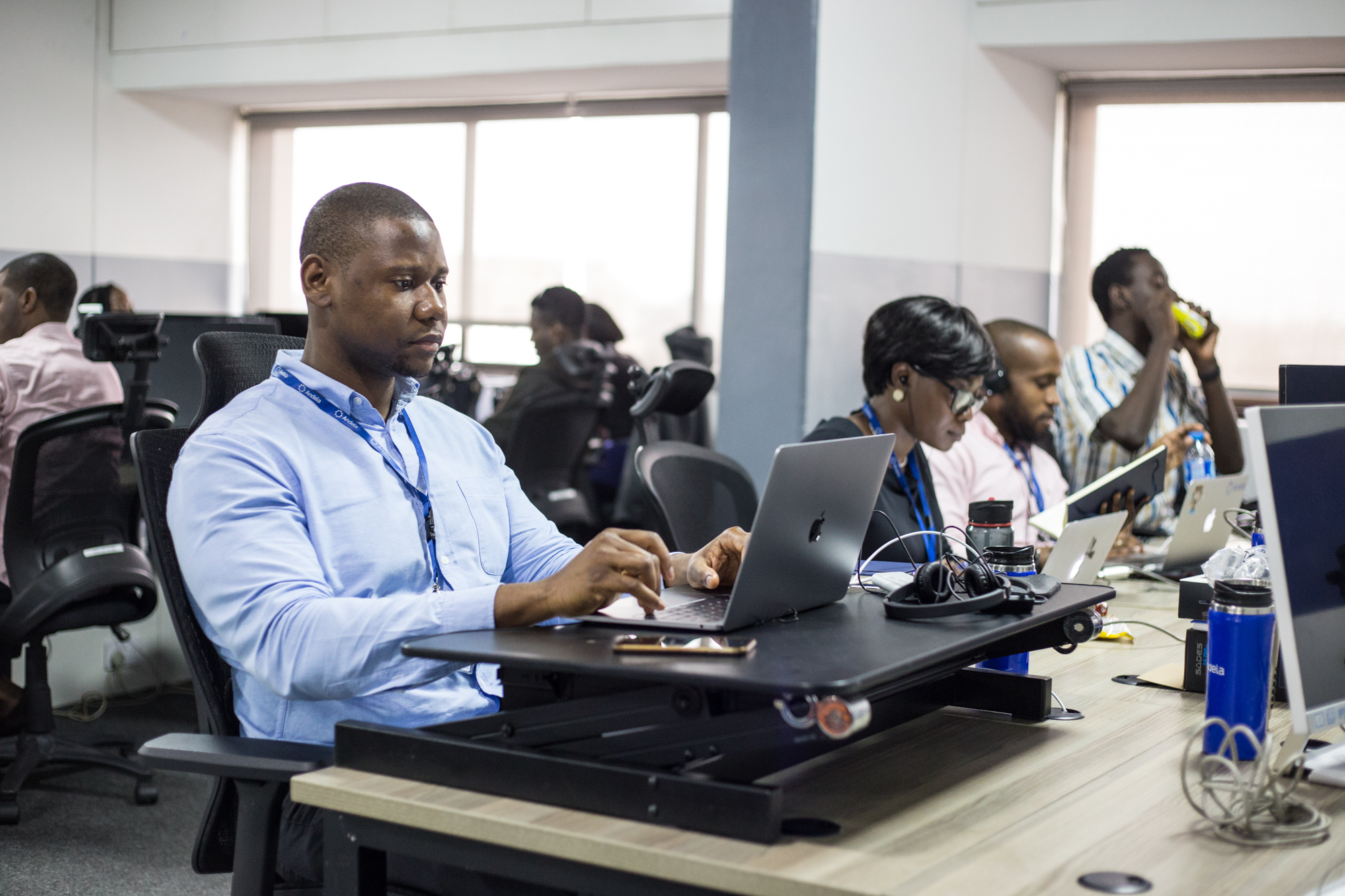
Eines der fünf Tech-Einhörner in Nigeria: EDV-Ausbilder Andela

Seit Januar 2022 arbeiten 5 von 7 afrikanischen Tech-Einhörnern von Nigeria aus: Jumia, Interswitch, Flutterwave, Opay und Andela. Dies ist ebenso viel wie in München. 
Die Technologiebranche trägt in Nigeria erheblich zum Bruttoinlandsprodukt (BIP) bei: Laut dem Bericht des nigerianischen Statistikamtes für das vierte Quartal 2021 trug der IKT-Sektor 15,21 % zum gesamten BIP Nigerias bei. Die Technologiebranche in Nigeria erhielt 2019 75 Mio. USD von ausländischen Investoren, was nach Angaben der nigerianischen Zentralbank einen Anstieg von 703 % gegenüber den 9 Mio. USD bedeutet, die Investoren 2018 beigesteuert haben.
Die drei Fintech-Unternehmen Interswitch, OPay und PalmPay sammelten im November 2019 insgesamt 360 Millionen US-Dollar von Investoren aus den Vereinigten Staaten und China ein, was Nigeria zur inoffiziellen Fintech-Hauptstadt Afrikas und zur Heimat digitaler Finanz-Start-ups machte. Im Jahr 2021 nahmen die drei Unternehmen, darunter auch Andela, ihre Arbeit in Nigerias Wirtschaftsmetropole Lagos auf, was der Stadt den Status der Einhorn-Hauptstadt Afrikas einbrachte.
Nigeria hat 144 Fintech-Unternehmen und ist damit in Afrika die Nr. 2 hinter Südafrika mit 165.
"Die Zahl der Einhörner wird weiter zunehmen", kommentiert Kola Aina, Gründungspartner von Ventures Platform. "Sie sind jetzt ein wichtiger Teil der nationalen Wirtschaft."

##### Telekommunikation

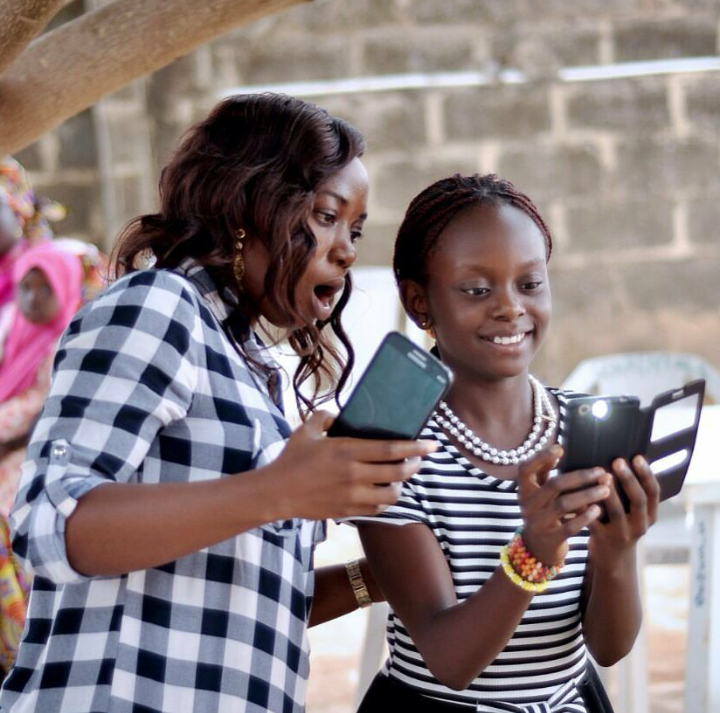
Telekommunikation als Lebensstil: Nigeria

Telekommunikation gehört zum nigerianischen Way-of-Life. Laut einer Untersuchung der GSM Association besitzt 92 % der erwachsenen nigerianischen Männer ein Handy (bei Frauen ist dies 88 %).
Im Januar 2022 gab es in Nigeria 109,2 Millionen Internetnutzer. Die Internetdurchdringungsrate Nigerias lag Anfang 2022 bei 51,0 Prozent der Gesamtbevölkerung. Eine Analyse von Kepios zeigt, dass die Zahl der Internetnutzer in Nigeria zwischen 2021 und 2022 zudem um 4,8 Millionen (+4,6 Prozent) gestiegen ist. Durch OOKLA veröffentlichte Daten zeigen, dass Internetnutzer in Nigeria zu Beginn des Jahres 2022 17,38 Mbps mittlere Internetverbindungsgeschwindigkeit für Mobilfunknetze erwarten konnten. Die OOKLA-Daten zeigen, dass die mediane mobile Internetverbindungsgeschwindigkeit in Nigeria in den zwölf Monaten bis Anfang 2022 um 4,88 Mbit/s (+39,0 Prozent) gestiegen ist.
Im Januar 2022 gab es in Nigeria 32,90 Millionen Social-Media-Nutzer, das entspricht 15,4 Prozent der Gesamtbevölkerung. Dabei ist allerdings zu beachten, dass nicht alle Social-Media-Nutzer individuelle Einzelpersonen sind.
Der nigerianische Telekommunikationssektor trägt 12,45 Prozent zum nigerianischen Bruttoinlandsprodukt (BIP) bei. Nigeria steht im weltweiten Vergleich auf Platz 11 bei der absoluten Anzahl der Internetnutzer und auf Platz 7 bei der absoluten Anzahl von Handys.
Nigeria hat seit 1999 mit der National Space Research and Development Agency eine Raumfahrtorganisation.

##### Transport
Durch die Lage Nigerias im Zentrum Afrikas spielt der Transport im nationalen Dienstleistungssektor eine große Rolle.
Die Regierung unter Buhari hat nach 2015 Verbesserungen an der Infrastruktur veranlasst. Umfangreiche Straßenreparaturen und Neubaumaßnahmen wurden nach und nach durchgeführt, da insbesondere die Bundesstaaten ihren Anteil an den erhöhten staatlichen Zuweisungen ausgeben. Stellvertretend für diese Verbesserungen ist die 2022 größtenteils fertiggestellte Zweite Nigerbrücke bei Onitsha.
Seit 2009 legt Nigeria neue Schienenwege an. Diese werden von der staatlichen Nigerian Railway Corporation betrieben. Dabei wird seit 2019 offenbar trotz der Covid-Epidemie ein Überschuss erwirtschaftet.
Haupthäfen sind Lagos (Apapa und Tin Can Island), Port Harcourt (Onne) und Calabar. Ein Tiefseehafen in Lekki, 50 km östlich von Lagos, wurde im Januar 2023 in Betrieb genommen.
Fünf Flughäfen bieten internationale Flüge an (Lagos, Abuja, Port Harcourt, Kano und Enugu). Für Mitte 2022 ist vorgesehen, dass die neue nationale Fluglinie, „Nigeria Air“, den Betrieb aufnehmen soll.

##### Unterhaltung
Film

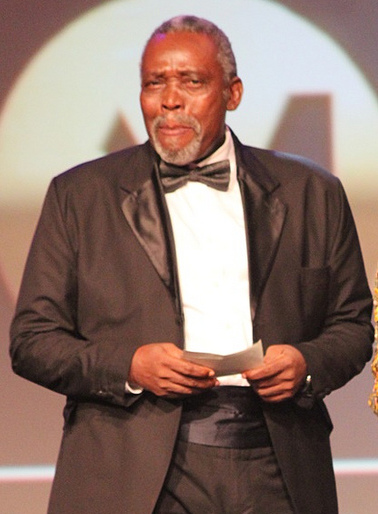
Olu Jacobs

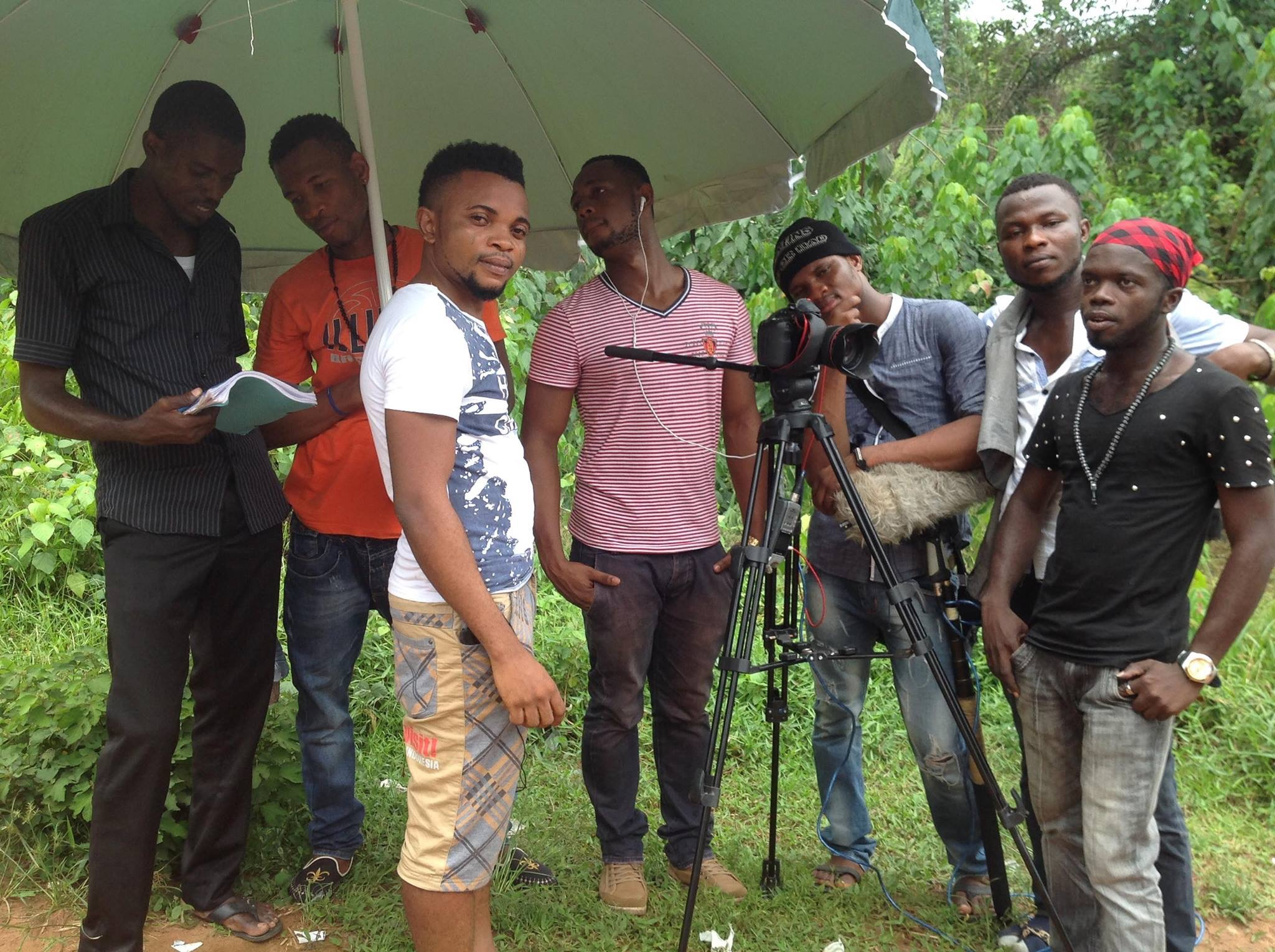
Nollywood: Filmcrew

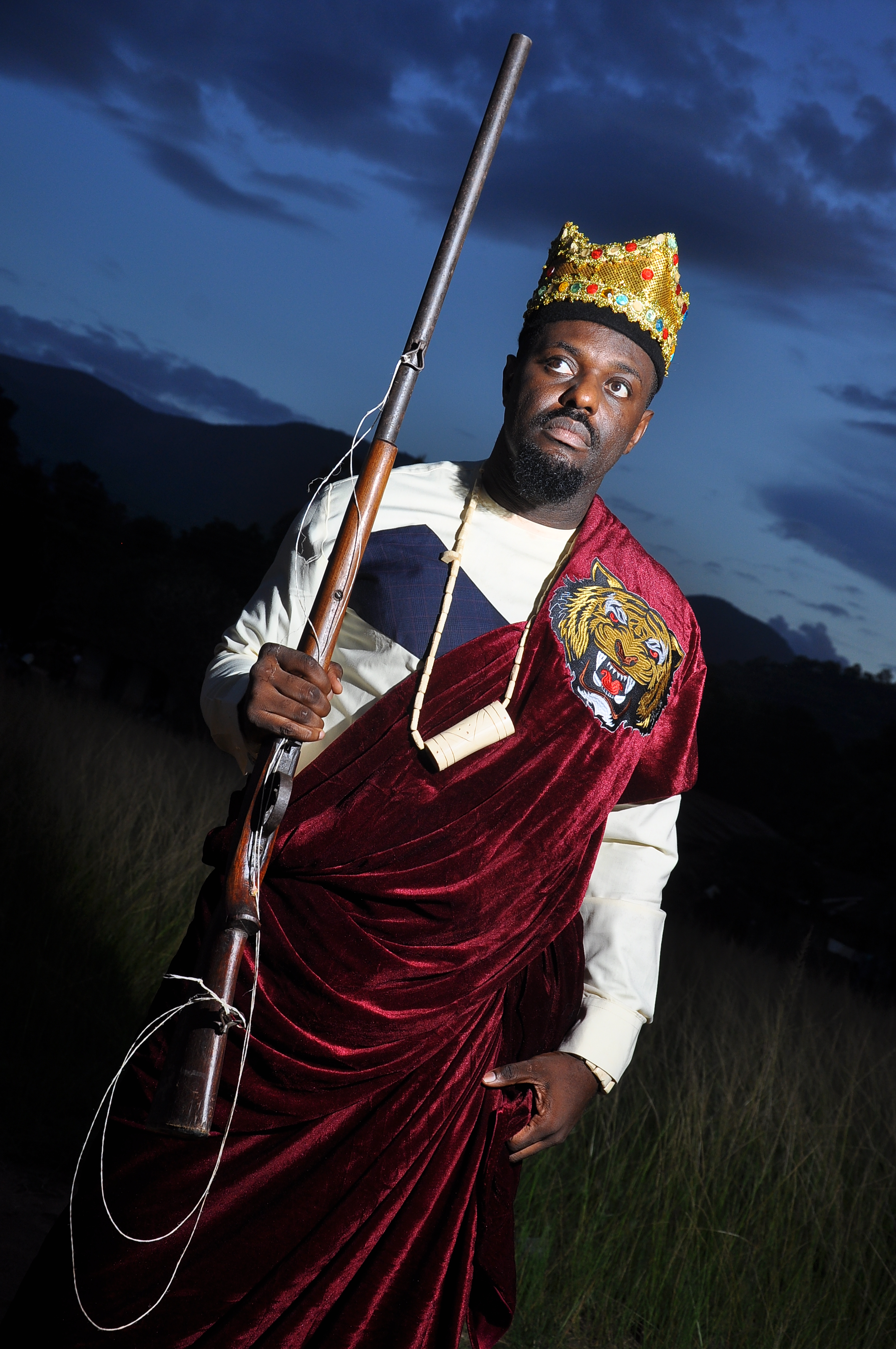
Jim Iyke

Aus Nollywood werden Filme und Soaps nach ganz Afrika ausgestrahlt. Nigeria ist die zweitgrößte Filmnation der Welt nach Indien und vor den USA.
Vor 2009 bestand das nigerianische Kino vor allem aus Videoproduktionen im Low-Budget-Bereich und mit Schwerpunkt auf die drei größten Landessprachen Hausa, Yoruba und Igbo. Inhaltlich waren diese Filme mit deutschem „volkstümlichem Theater“ zu vergleichen (Liebende, die nicht zueinander finden, eine burschikose Mutterfigur etc.). Ein weiteres beliebtes Genre sind Familienfilme. Dazu zählt z. B. die Produktion „Aki na Ukwa“ aus dem Jahr 2002 mit der zentralen Figur des altklugen Jungen PawPaw, den man mit Lindgrens Michel aus Lönneberga vergleichen könnte (PawPaw bringt mit Streichen seinen Vater Nico ins Gefängnis, führt dessen Elektronikgeschäft auf eigenwillige Weise weiter, entdeckt im Haus etwas Bargeld und besticht Polizisten, den Vater nicht wieder freizulassen). PawPaws Einzeiler „I don't have time for any gossip now!“ („Ich habe keine Zeit für Euren Tratsch!“) gehört zu Nigerias bekanntesten Redewendungen.
Die zunehmende Beherrschung und Bedeutung der englischen Sprache bei Nigerianern spiegelt sich aber in Filmen nach 2009 wider und erlaubte Filmemachern den Zugang zu einem größeren Markt im Inland und Ausland. Der Konkurrenzdruck ausländischer (englischsprachiger) Produktionen könnte zudem zur Qualitätsverbesserung und thematischen Bereicherung des nigerianischen Kinos nach 2009 beigetragen haben. Der erste Film dieser Art war der Thriller The Figurine (2009), qualitativ und kommerziell der erfolgreichste Film bis zu diesem Zeitpunkt. Der LGBT-thematisierte Film Ijé von Chineze Anyaene (2010) stellte diesen Rekord ein, bis 2014 die Buchverfilmung Half of a Yellow Sun (2013) die höchsten Einspielergebnisse erzielte. 2016 wurde dieser Rekord seinerseits von der Beziehungskomödie The Wedding Party übertroffen.
Blood Sisters war 2022 die erste nigerianische Netflix-Originalserie. Die Serie stieg mit über 11 Millionen Streaming-Stunden in vier Tagen in die globalen Top 10 von Netflix ein. Sie ist derzeit die erfolgreichste Fernsehserie aus Nigeria auf der Plattform.
Musik
Der vielleicht berühmteste Musiker Nigerias ist der Erfinder des Afrobeat Fela Anikulapo Kuti. Weitere charakteristische Musikstile sind etwa Jùjú, Apala, Fuji oder Sakara. Im Bereich Pop-Musik waren in Europa lebende nigerianische Musiker wie Sade Adu oder Dr. Alban in den 1980er und 1990er Jahren sehr erfolgreich. Wizkid erreichte im Jahr 2016 an der Seite von Drake die Nummer 1.
Ausführlichere Informationen zu aktueller nigerianischer Musik befinden sich im Artikel „Afrobeats“.

##### Mode
Nigeria ist der sechstgrößte Lederexporteur der Welt, Marken wie Prada, Gucci und Louis Vuitton beziehen hier ihre Ware. Modejournalistin Waridi Schrobsdorff stellt auf N-tv „Paris, Mailand, Lagos“ sogar auf eine Ebene.

##### Tourismus
Die Covid-Pandemie hat die Zahl der Touristen in Nigeria von 5,3 Millionen im Jahr 2019 auf 1,2 Millionen im Jahr 2020 einbrechen lassen, darunter ist die Hälfte Auslandsnigerianer; die Werte haben sich seitdem kaum verändert. Der Tourismus hat in Nigeria wenig Bedeutung und trägt weniger als 1 % zum BSP bei. Wegen der seit 2018 anhaltenden Welle von Beraubungen und Entführungen ist Europäern von einer Reise in den Norden des Landes abzuraten, Großstädte gelten als sicherer als entlegene Gebiete. Wer sich im Süden von Nigeria aufhält und als Europäer erkennbar ist, erfährt ein hohes Maß an Offenheit und Freundlichkeit und muss damit rechnen, von Unbekannten mit Nachdruck in ein Selfie oder sogar eine Hochzeitsfeierlichkeit eingeladen zu werden.
CNN Travel setzte im Dezember 2022 Nigeria auf Platz 1 in einer Rangliste der gastfreundlichsten („welcoming“) Länder der Welt - allerdings zusammen mit 20 anderen Ländern wie den Komoren, den Malediven oder Mikronesien. Deutschland rangierte auf Platz 47 (von 86).

## Inflation

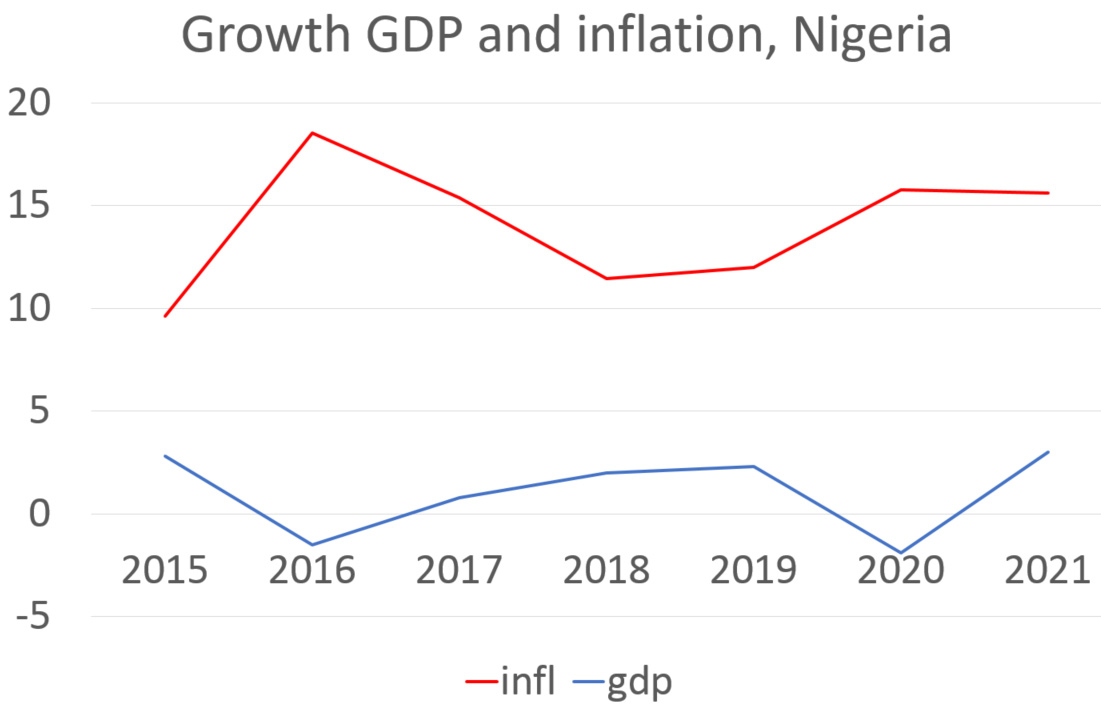
Inflation (rot) und Wirtschaftswachstum (blau); Quelle: National Bureau of Statistics

Die nigerianische Inflationsrate ist im Januar 2022 auf 15,60 Prozent leicht gesunken, verglichen mit 15,63 Prozent im Dezember, teilte das National Bureau of Statistics am 15. Februar 2022 mit. Nach Angaben des NBS wurde dieser Anstieg des Lebensmittelindexes durch Preiserhöhungen bei Brot und Getreide, Nahrungsmitteln, Fleisch, Fisch, Kartoffeln, Süßkartoffeln und anderen Knollenfrüchten, alkoholfreien Getränken und Obst verursacht.

## Außenhandel
Da Nigeria in erster Linie Rohöl exportiert, ist die Handelsbilanz stark von der Entwicklung des Ölpreises abhängig.
Zu den wichtigsten Handelspartnern zählen China, die USA, Indien, die Mitgliedsstaaten der Europäischen Union (vor allem Frankreich, die Niederlande, Spanien, Deutschland), Großbritannien, Brasilien und Südafrika. China bleibt an der Spitze der Herkunftsländer von Importen nach Nigeria. Inzwischen hat Indien die USA als Hauptabnehmer des nigerianischen Erdöls abgelöst. Das Handelsvolumen zwischen Deutschland und Nigeria betrug 2015 ca. 2,9 Milliarden EUR (2014: 5,4 Milliarden EUR). Damit ist Nigeria nach Südafrika immer noch zweitwichtigster Handelspartner Deutschlands in Subsahara-Afrika. Exportiert wurden aus Deutschland 2015 Güter im Wert von rund 1,0 Milliarden EUR (2014: 1,4 Milliarden EUR), v. a. Maschinen, Fahrzeuge sowie chemische Erzeugnisse. Der Wert der deutschen Importe (v. a. Rohöl) sank 2015 auf 1,9 Milliarden EUR (2014: 3,95 Milliarden EUR), was v. a. dem Preisrückgang beim Rohöl geschuldet ist.
Da Nigeria seit 2022 vermehrt Importgüter selbst erzeugt, zum Beispiel wie oben erwähnt
- die Dangote-Raffinerie in Lekki (eingeweiht am 24. Januar 2023),
- die Düngemittelproduktion in Lekki,
- die Reismühle in Imota,
- die Produktion bislang importierter Trikes („Kekes“),

müsste sich dies nach 2022 positiv auf Nigerias Handelsbilanz auswirken.
| Rang | Zielland    | Wert (Naira) |
| ---- | ----------- | ------------ |
| 1.   | Indien      | 874,86 Mrd.  |
| 2.   | Spanien     | 789,23 Mrd.  |
| 3.   | Frankreich  | 485,35 Mrd.  |
| 4.   | Niederlande | 425,85 Mrd.  |
| 5.   | Indonesien  | 288,10 Mrd.  |

| Rang | Herkunftsland | Wert (Naira)  |
| ---- | ------------- | ------------- |
| 1.   | China         | 1.652,65 Mrd. |
| 2.   | Belgien       | 613,28 Mrd.   |
| 3.   | Indien        | 430,38 Mrd.   |
| 4.   | Niederlande   | 416,52 Mrd.   |
| 5.   | USA           | 340,36 Mrd.   |

Exportgüter sind hauptsächlich Rohöl (74 %), Erdgas (10 %), Ölbohrplattformen (4,6 %), Düngemittel (3,6 %) und gasförmige Kraftstoffe (1,3 %). Da Nigeria fast ausschließlich Erdöl exportiert, erwirtschaftet das Land bei entsprechend hohen Ölpreisen einen Überschuss. Dieser lag 2007 bei 22,5 Milliarden US-Dollar.
Importgüter sind hauptsächlich Benzin (24,3 %), Weizen (6,7 %), Stahl (1,5 %), Kraftfahrzeuge (1,4 %) und Zucker (1,4 %).

## Wirtschaftsdaten
| Jahr           | 2011          | 2012          | 2013          | 2014          | 2015          |
| -------------- | ------------- | ------------- | ------------- | ------------- | ------------- |
| reales BIP     | 57.511.041,77 | 59.929.893,04 | 63.218.721,73 | 67.152.785,84 | 69,144,885,84 |
| nominelles BIP | 62.980.397,22 | 71.713.935,06 | 80.092.563,38 | 89.043.615,26 | 94.268.428,58 |
| Handel         | 29.333.001,12 | 28.071.190,67 | 21.261.086,29 | 23.459.656,50 | 17.759.239,59 |

| Jahr                | 2011  | 2012  | 2013   | 2014  | 2015   | 2016  |
| ------------------- | ----- | ----- | ------ | ----- | ------ | ----- |
| reales BIP-Wachstum | 5,31  | 4,21  | 5,49   | 6,22  | 2,97   | 3,78  |
| Inflation           | 10,83 | 12,22 | 8,5    | 7,98  | 9,55   | 10,16 |
| absoluter Handel    | 48,75 | −4,30 | −24,26 | 10,34 | −24,30 | 2,41  |

| Jahr                    | 2006 | 2007 | 2008 | 2009 | 2010 | 2011 | 2012 | 2013 | 2014 | 2015 | 2016 | 2017 | 2018 | 2019 | 2020 | 2021 | 2022 | 2023 |
| Veränderung in % gg. VJ | 8,2  | 6,8  | 6,3  | 6,9  | 7,8  | 4,9  | 4,3  | 5,4  | 6,3  | 2,7  | −1,6 | 0,8  | 1,9  | 2,2  | −1,8 | 3,6  | 3,3  | 2,9  |

| absolut (in Mrd. USD) | absolut (in Mrd. USD) | absolut (in Mrd. USD) | absolut (in Mrd. USD) | je Einwohner (in Tsd. USD) | je Einwohner (in Tsd. USD) | je Einwohner (in Tsd. USD) | je Einwohner (in Tsd. USD) |
| --------------------- | --------------------- | --------------------- | --------------------- | -------------------------- | -------------------------- | -------------------------- | -------------------------- |
| Jahr                  | 2005                  | 2010                  | 2022                  | Jahr                       | 2005                       | 2010                       | 2022                       |
| BIP in Mrd. $         | 176                   | 361                   | 477                   | BIP je Einw. (in Tsd. $)   | 1,3                        | 2,3                        | 2,2                        |

| Entwicklung des Außenhandels (GTAI) in Mrd. US-Dollar und seine Veränderung gegenüber dem Vorjahr in Prozent | Entwicklung des Außenhandels (GTAI) in Mrd. US-Dollar und seine Veränderung gegenüber dem Vorjahr in Prozent | Entwicklung des Außenhandels (GTAI) in Mrd. US-Dollar und seine Veränderung gegenüber dem Vorjahr in Prozent | Entwicklung des Außenhandels (GTAI) in Mrd. US-Dollar und seine Veränderung gegenüber dem Vorjahr in Prozent | Entwicklung des Außenhandels (GTAI) in Mrd. US-Dollar und seine Veränderung gegenüber dem Vorjahr in Prozent | Entwicklung des Außenhandels (GTAI) in Mrd. US-Dollar und seine Veränderung gegenüber dem Vorjahr in Prozent | Entwicklung des Außenhandels (GTAI) in Mrd. US-Dollar und seine Veränderung gegenüber dem Vorjahr in Prozent |
| --- | --- | --- | --- | --- | --- | --- |
| | 2016 | 2016 | 2017 | 2017 | 2018 | 2018 |
| Mrd. USD | % gg. VJ | Mrd. USD | % gg. VJ | Mrd. USD | % gg. VJ | |
| Einfuhr | 35,2 | +4,0 | 28,9 | −17,9 | 36,5 | +26,1 |
| Ausfuhr | 32,9 | −32,1 | 40,7 | +23,8 | 52,9 | +29,9 |
| Saldo | −2,3 | | +11,8 | | +16,4 | |

| Export (in Prozent) nach | Export (in Prozent) nach | Import (in Prozent) von | Import (in Prozent) von |
| ------------------------ | ------------------------ | ----------------------- | ----------------------- |
| Indien                   | 15,9                     | Volksrepublik China     | 19,4                    |
| Niederlande              | 10,7                     | Niederlande             | 11,4                    |
| Spanien                  | 10,1                     | Südkorea                | 10,8                    |
| Frankreich               | 7,9                      | Belgien                 | 8,5                     |
| Südafrika                | 6,4                      | Vereinigte Staaten      | 7,3                     |
| Vereinigte Staaten       | 6,1                      | Indien                  | 5,2                     |
| Indonesien               | 4,2                      | Frankreich              | 2,9                     |
| sonstige Staaten         | 38,7                     | sonstige Staaten        | 34,5                    |

- BIP – 522.000.000.000 US-$ (2013)
- BIP – reale Wachstumsrate: 6,2 % (2013)
- BIP – Zusammensetzung nach Sektoren:
- Landwirtschaft: 17 %
- Industrie: 20 %
- Herstellung: 5 %
- Dienstleistungen: 38 %
- Öl und Gas: 12 %
- ICT: 7 %
- Entertainment: 1 % (2013)
- Unter der Armutsgrenze: 67,1 % (2013)
- Inflationsrate (Dezember bis Dezember): 8,2 %(2013)
- Erwerbspersonen: 67,256 Millionen (2013)
- Angestellte: 51,181 Millionen (2013)
- Arbeitslose: 16,074 Millionen (2013)
- Arbeitskräfte – nach Berufen: Landwirtschaft: 70 %, Industrie: 10 %, Dienstleistungen: 20 %

Fertigungskapazitäten Nutzung: 52,7 % (2013)
Währung ist der Naira, Währungscode NGN. Wechselkurse: Naira pro Dollar 149,50 (2009), 148,56 (2010), 156,2 (2011), 157,34 (2012), 155,27 (2013). Geschäftsjahr ist das Kalenderjahr.